# Jacobo Árbenz
Juan Jacobo Árbenz Guzmán (Quetzaltenango, 14 de septiembre de 1913-Ciudad de México, 27 de enero de 1971) fue un militar y político guatemalteco de ascendencia suiza que se desempeñó como el vigésimo quinto presidente de Guatemala de 1951 a 1954 y que había sido ministro de la Defensa Nacional de 1945 a 1950.
Pertenecía al grupo de militares que protagonizaron la Revolución de 1944. Fue conocido como el «soldado del pueblo». Fue elegido presidente de Guatemala en las elecciones presidenciales de 1950 y asumió el cargo el 15 de marzo de 1951. Árbenz explicó en su discurso inaugural que su plan de gobierno se basaba en tres objetivos fundamentales, siendo el primero convertir a Guatemala de un país dependiente y de economía semicolonial en un país económicamente autosuficiente; y transformarlo de un país atrasado y de economía predominantemente feudal en un país moderno y con economía de mercado. El 27 de junio de 1954 fue derrocado por un golpe de Estado dirigido por el Gobierno de Estados Unidos, con el patrocinio de la United Fruit Company y ejecutado por la CIA mediante la operación PBSUCCESS, que lo sustituyó por una Junta militar que finalmente entregó el poder al coronel Carlos Castillo Armas. Fue acusado de ser comunista y atacar los intereses de los monopolios fruteros estadounidenses y oligopolios agrícolas nacionales, principalmente con la reforma agraria, y por dar cabida entre su círculo íntimo de asesores a los miembros del Partido Guatemalteco del Trabajo. Tras el golpe tuvo que escapar a un tortuoso exilio en Uruguay y México, donde se separó de su esposa e hijos, sufrió una férrea campaña de desprestigio orquestada por la CIA y su hija Arabella se suicidó en Bogotá, Colombia, en octubre de 1965.
Finalmente, Jacobo Árbenz murió en su exilio de Ciudad de México en 1971.

## Biografía

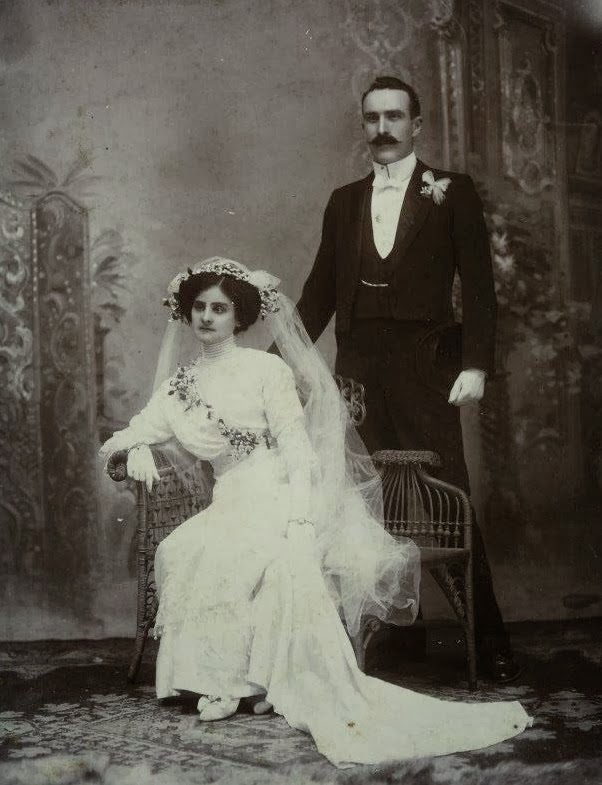
Padres de Jacobo Árbenz

Sus padres fueron Hans Jakob Arbenz Gröbli, un inmigrante suizo alemán de Andelfingen, cantón de Zúrich, y Octavia Guzmán Caballeros, guatemalteca de la sociedad quetzalteca. Su padre llegó a Guatemala en 1901 y tenía un negocio de farmacia en la ciudad de Quetzaltenango. Su familia pertenecía a la clase alta y era relativamente rica; tenía una hermana mayor, Anna Arabella, y una menor, Octavia Silvia, y su infancia fue descrita como «acomodada», pero el negocio familiar se vino abajo debido a la adicción de su padre a la morfina. Hans Arbenz tuvo que trabajar de administrador de una pequeña finca, propiedad de un inmigrante alemán que residía en la zona y terminó suicidándose.
Árbenz estudió la secundaria en Quetzaltenango, en el colegio de María Bennett de Rölz. Quería ser economista o ingeniero, pero como la familia ya no tenía dinero, no podía permitirse el lujo de estudiar en una universidad. La disponibilidad de una beca de estudios para los cadetes militares le abrió la posibilidad de estudiar en la Escuela Politécnica, en donde ingresó cadete en 1932 tras aprobar los exámenes de admisión.
Árbenz se destacó en la academia militar y fue considerado «un estudiante excepcional». Ocupó el puesto de «sargento primero» de la Compañía de Caballeros Cadetes, lo que era considerado un gran honor que, entre 1924 y 1944, solamente seis cadetes habían alcanzado. Sus capacidades le valieron un inusual nivel de respeto entre los oficiales de la escuela, incluyendo el mayor John Considine, el entonces director estadounidense de la Escuela Politécnica. Árbenz se graduó en 1935.
En 1937, fue llamado para servir en la Escuela Politécnica como instructor. En cuanto a sus destinos como oficial del Ejército guatemalteco, se desempeñó mayormente en el Fuerte de San José Buena Vista, en Ciudad de Guatemala y en San Juan Sacatepéquez. Allí conoció las duras condiciones de vida de la población indígena y las formas en las cuales operaba el trabajo forzoso, siendo los indígenas los sometidos. No solo le tocó cuidar cuadrillas de indígenas destinadas al trabajo forzoso en algunas fincas, sino también el cuidado de presos políticos dedicados a este tipo de trabajos.
Fue en 1938 cuando conoció a María Cristina Vilanova, una mujer perteneciente a la alta sociedad de El Salvador. Un año más tarde, teniendo él 26 y ella 24 años de edad, contrajeron matrimonio pese a la oposición de los padres de la novia, pues estos pensaban que el joven oficial no le podría dar la misma calidad de vida que otros pretendientes. El matrimonio tuvo tres hijos, Arabella, Leonora y Jacobo. En 1943 Árbenz ascendió al grado de capitán y comandó la Compañía de Caballeros Cadetes. Era entonces un oficial distinguido y le describían como un líder nato.

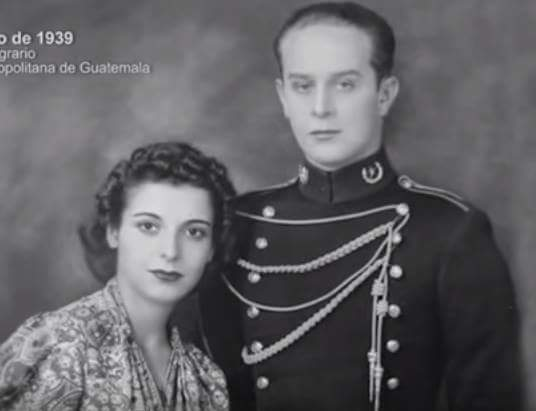
Jacobo Árbenz y Maria Cristina Vilanova el dia de su boda en 1939

Árbenz actuó como triunviro de la Junta de Gobierno, después fue ministro de la Defensa durante el gobierno de Juan José Arévalo y, finalmente, fue presidente de Guatemala de 1951 a 1954.

## Participación en la Junta de Gobierno

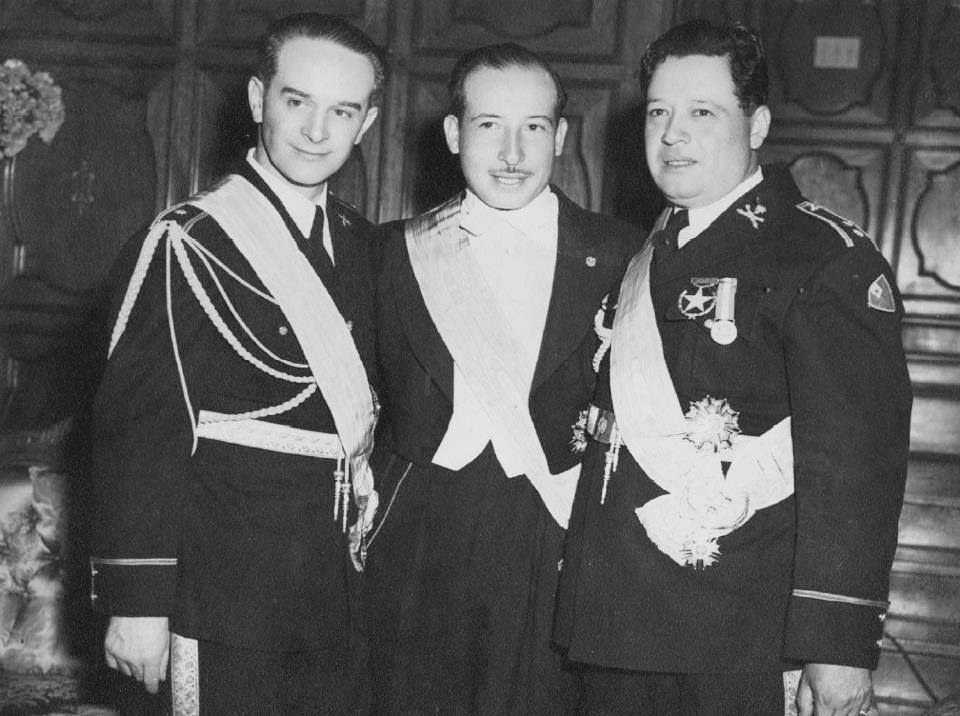
Miembros de la Junta de Gobierno en 1944.

Después de la Revolución de octubre de 1944, con el derrocamiento de Federico Ponce Vaides, sucesor de Jorge Ubico Castañeda, el capitán Jacobo Árbenz Guzmán, Jorge Toriello Garrido y el mayor Francisco Javier Arana formaron la Junta de Gobierno.
La junta legisló por medio de decretos que pretendían una modernización del Estado. Una de las medidas más importantes que tomaron en el ámbito jurídico y político fue la convocatoria a una asamblea constituyente para que elaborara una nueva Constitución, para lo que se realizaron elecciones libres. La nueva Constitución Política en 1945 en la cual se incluyó:
- La separación de poderes dentro del Estado
- La autonomía de la Universidad de San Carlos de Guatemala
- El fin del trabajo forzoso y de la prisión por deuda
- El reconocimiento de la mujer como ciudadana
- La concesión del derecho de voto a la mujer. La mujer analfabeta no podía votar.
- El reconocimiento de las garantías constitucionales.

Estos cambios iban directamente contra las políticas que habían tenido los gobiernos liberales. El triunvirato convocó a elecciones para elegir el presidente de la República. Las elecciones se llevaron a cabo en diciembre de 1944, resultando ganador el doctor Juan José Arévalo. El gobierno de Arévalo se consolidó y dirigió los destinos de la nación con algunos conatos de insurgencia que se comenzaban a dar.

## Gobierno de Juan José Arévalo

### Poder judicial
El gobierno de Arévalo intentó cambiar las estructuras judiciales arcaicas, consolidadas por el mantenimiento de las viejas prácticas de manipulación, sumisión y formalismo. La rápida incorporación de nuevos derechos, la aparición de un Parlamento legítimo y la dinámica revolucionaria generaron tensión en un sistema judicial, quizás dispuesto a acompañar el proceso, pero que se encontraba atrapado en los vicios de su estructura colonial. La creación del Código de Trabajo fue un logro evidente, pero también mostró que el sistema judicial tenía problemas para ajustarse a la rapidez del cambio.

### Ejército
Entre las reformas que se pusieron en marcha tras la caída del gobierno de Ponce Vaides y que se trataron de consolidar con la Constitución de 1945, la reestructuración del ejército tuvo gran trascendencia: la suspensión del generalato, decretada desde los primeros momentos del triunfo del movimiento revolucionario, simbolizó esta transformación, que se completó con una inquietud por modernizar, profesionalizar e institucionalizar el Ejército. Por primera vez en la historia del país una Constitución concedía todo un capítulo y trece artículos al tema del ejército, asentando un modelo que sería retomado en las constituciones posteriores. La norma constitucional estableció una reorganización del ejército que resultó compleja y no siempre operativa: buscaba confirmar la autonomía funcional que por primera vez se le confería. Creó el Consejo Superior de la Defensa Nacional, órgano de consulta y colegiado, constituido por 15 miembros, algunos por elección y dentro de los cuales no se incluía al presidente de la República, a pesar de considerársele comandante en jefe del Ejército.
Los cargos superiores y operativos del ejército eran:
- Jefe del Estado Mayor del Ejército: designado por el Congreso de la República a propuesta del Consejo Superior de la Defensa Nacional.
- Ministro de la Defensa Nacional: Árbenz fungió como ministro de la Defensa durante el gobierno de Arévalo. Fue el primer ministro de esta cartera, pues la misma anteriormente se llamaba «Ministerio de la Guerra».[1]

Entre ambos líderes se generaron no pocas rivalidades durante los diez años de vigencia de la Constitución de 1945, como las que opusieron al mayor Francisco Javier Arana, jefe del ejército y líder de la derecha  hasta su asesinato en 1949, y al coronel Jacobo Árbenz Guzmán, ministro de la Defensa en ese tiempo, y líder de la izquierda. Por otra parte, según algunas interpretaciones, el estatus jurídico y la estructura organizativa que la Constitución de 1945 reconoció al ejército fueron precisamente los factores que determinaron que la oficialidad entrara de lleno en el juego político. En este sentido, las votaciones para integrar el Consejo Superior de la Defensa Nacional y el propio carácter de este órgano, impulsaban la discusión para la toma de decisiones sobre la política militar que debía adoptar el Ejército de Guatemala y lo convertían en un estamento deliberativo. En todo caso, de acuerdo con la Comisión para el Esclarecimiento Histórico que evaluó la situación de Guatemala a finales de la década de 1990, «aun cuando la nueva regulación pudo haber contribuido al incremento del peso político del ejército en el país, los cambios que se produjeron en la sociedad guatemalteca y en el contexto internacional durante aquellos años generaron entre muchos oficiales la sensación de su peso político frente a la debilidad del Estado y del resto de organizaciones partidistas y sociales».

### Encuentro inicial con José Manuel Fortuny
En el otoño de 1947, la oposición de Árbenz como ministro de Defensa a la deportación de varios obreros acusados de comunismo intrigó al antiguo miembro del Frente Popular Libertador, José Manuel Fortuny, por lo inesperado de dicho comportamiento, y este decidió visitarlo, descubriendo en aquella entrevista «a un hombre distinto del estereotipo del militar» centroamericano. A ese primer encuentro siguieron otros hasta que el propio Árbenz invitó a Fortuny a su casa, donde las discusiones y conversaciones se hicieron comunes prolongándose habitualmente por horas. Al igual que Árbenz, Fortuny estaba inspirado por un fiero nacionalismo y un ardiente deseo de mejorar la suerte del pueblo guatemalteco; como Árbenz, buscaba respuestas en la teoría marxista. Se trató de una relación solo comparable a la que tendría con María Vilanova; José Manuel Fortuny sería su amigo más cercano.

### Muerte del coronel Arana

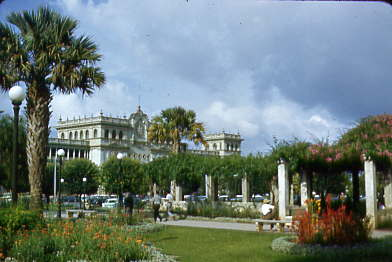
Así lucían el Parque Central y el Palacio Nacional de Guatemala durante el gobierno del coronel Árbenz.

#### Antecedentes
Las prerrogativas y beneficios económicos que recibieron los mandos militares por parte de los gobiernos revolucionarios, así como las lisonjas y el interés de ciertos dirigentes políticos por acercarlos a sus posiciones, acrecentaron las ambiciones de algunos para acercarse al poder político o al poder económico, lo que produjo divisiones y conflictos en el interior del ejército. En 1947 el Dr. Arévalo, en compañía de un amigo y dos bailarinas rusas que estaban de visita en Guatemala, tuvo un accidente automovilístico en la carretera a Panajachel: cayó al barranco y quedó gravemente herido, mientras que todos sus acompañantes murieron. Los dirigentes del partido oficial suscribieron un pacto con el teniente coronel Arana, en el que este se comprometía a no intentar ningún golpe de Estado contra el presidente convaleciente a cambio de que los partidos revolucionarios apoyaran a Arana como su candidato oficial en las siguientes elecciones; este fue el famoso «Pacto del Barranco». Sin embargo, la recuperación del robusto presidente fue casi milagrosa y pronto pudo hacerse cargo del gobierno nuevamente. Arana había aceptado este pacto porque quería ser conocido como un «héroe demócrata» de la sublevación contra Ponce y creyó que el «Pacto del Barranco» garantizaría su posición cuando llegara el momento de las elecciones a presidente.
Arana era una persona muy influyente en el gobierno de Arévalo, y había logrado ser nominado como el siguiente candidato a la presidencia, por delante del capitán Árbenz, a quien se le dijo que por su corta edad —apenas 36 años en ese tiempo— no tendría problema en esperar su turno para las elecciones siguientes.

### Hechos
La muerte del teniente coronel Francisco Javier Arana es de crítica importancia en la historia del país, pues fue un evento capital en la historia de la revolución guatemalteca: su muerte no sólo abrió las puertas a la elección del coronel Jacobo Árbenz como presidente de la república en 1950, sino que también provocó una aguda crisis en el gobierno del doctor Arévalo Bermejo, quien se vio enfrentado contra un ejército que había sido fiel al mayor Arana, y a grupos civiles de derecha que aprovecharon la ocasión para protestar fuertemente contra su gobierno.
El lunes 18 de julio por la mañana, Arana se presentó en el palacio presidencial y le dijo a Arévalo en tono insolente y sarcástico que iba a El Morlón, la residencia presidencial a orillas del Lago de Amatitlán, para confiscar un lote de armas que Arévalo había escondido allí luego de que las autoridades mexicanas las confiscaran a un grupo de exiliados dominicanos, entre ellos el General Miguel Ángel Ramírez Alcántara, a quienes el gobierno guatemalteco se las había regalado para derrocar a Rafael Leónidas Trujillo. Las armas habían sido sustraídas de la base militar del Puerto de San José y ahora iba a confiscarlas en la residencia presidencial. El historiador Piero Gleijeses considera que la visita de Arana a Arévalo fue «la de un hombre impulsivo cuya paciencia estaba agotada y que fue al palacio para presumir de su poder y para apurar al humillado presidente a que cumpliera con su ultimátum rápidamente». Pero en lugar de amedrentar a Arévalo, lo único que consiguió fue que este supiera en donde iba a encontrarse y pusiera en marcha el plan para sacarlo al exilio; hábilmente, Arévalo le sugirió que se llevara al coronel Felipe Antonio Girón —jefe de la guardia presidencial— lo que confirmó a Arana de su aparente triunfo y de que Arévalo y Árbenz jamás se le enfrentarían.
Arévalo llamó a Árbenz para que se hiciera cargo de la situación, y este envió a varios hombres armados, quienes salieron desde la capital en dos carros e iban bajo las órdenes del jefe de la policía, teniente coronel Enrique Blanco y por el diputado del PAR Alfonso Martínez, un oficial retirado y amigo de Árbenz. Cuando Arana llegó al puente de La Gloria, un Dodge gris estaba parado allí obstruyéndole el paso. Después de la corta balacera quedaron tres fallecidos: Arana, su asistente el mayor Absalón Peralta y el teniente coronel Blanco. Los testigos presenciales nunca confirmaron cual fue el detonante de los disparos y si la intención había sido capturar a Arana como estaba previsto.

### Consecuencias
Al conocerse la noticia de su muerte, la Guardia de Honor se alzó en armas y se iniciaron los combates en la ciudad, que se alargaron durante veinticuatro horas, mientras el resto del país esperaba el resultado. Aunque pareció que los aranistas iban a triunfar aquel 18 de julio, no lograron su objetivo porque carecían de un líder que los dirigiera contra las escasas fuerzas leales al presidente dirigidas por Árbenz, quien demostró mucha sangre fría y habilidad militar. El coronel Carlos Castillo Armas, uno de los principales colaboradores de Arana, estaba en Mazatenango observando las elecciones para el CSD y no se atrevió a regresar, mientras que el comandante de la Guardia de Honor, coronel Juan Francisco Oliva, fue detenido en el ministerio de la Defensa, a donde lo había llamado Árbenz menos de una hora después de la muerte de Arana.
Para el amanecer del 19 de julio, el gobierno había tomado la iniciativa: el coronel Cosenza había arrestado a Altolaguirre Ubico en la Fuerza Aérea y numerosos civiles habían tomado las armas de los depósitos del fuerte de Matamoros y de un pequeño cuartel que Árbenz había tomado durante la noche. Los leales al gobierno sitiaron a la Guardia de Honor, que también fue atacada por la fuerza aérea, con bombas obsoletas que muchas veces no estallaron; finalmente, el cuartel se rindió y la lucha se dio por concluida con un saldo de ciento cincuenta muertos y más de doscientos heridos. La versión oficial —propuesta por Arévalo e impuesta por este a sus ministros, incluyendo a Árbenz— era que los miembros reaccionarios de la sociedad guatemalteca habían sido los culpables de la muerte del coronel Arana, algo que muchos guatemaltecos vieron con incredulidad desde el principio, pues se sabía que Martínez estaba herido y que este era incondicional de Árbenz; esto dio pie para que surgieran los rumores de un complot para asesinar al coronel Arana, los cuales han persistido hasta la actualidad y que inculpan directamente a Árbenz de ser el responsable de la muerte de un rival que habría estado «robándole protagonismo». Según aseguró Ricardo Barrios Peña en una entrevista con Piero Gleijeses, habría sido hecho a propósito por Arévalo para traspasar toda la culpa a Árbenz.
El ministro de Educación, Carlos Manuel Pellecer (que en 1992 se descubrió que era agente de la CIA), en una manifestación en apoyo al gobierno, rechazó la versión oficial y mencionó el golpe de Estado que Arana había intentado; inmediatamente, el gobierno arevalista rechazó las declaraciones de Pellecer y lo destituyó de su cargo oficial.

### Elecciones de 1950
Árbenz llegó al poder después de ganar las elecciones que se desarrollaron en 1950; fue apoyado por los partidos Renovación Nacional y Acción Revolucionaria de la Capital y el partido Integración Nacional de Quetzaltenango. Los obreros, campesinos, maestros y estudiantes le dieron todo su respaldo. Para la campaña electoral de 1950, Árbenz le pidió a Fortuny que escribiera algunos discursos; el tema central de los mismos era la reforma agraria. Uno de los candidatos opositores era el general Miguel Ydígoras Fuentes. Tras la holgada victoria del partido oficial, la oposición alegó que hubo numerosas manipulaciones por parte del gobierno de Juan José Arévalo, que puso a disposición del candidato oficial considerables recursos, pero no pudo revertir el resultado. Ydígoras Fuentes, insatisfecho con la derrota, partió hacia la embajada de los Estados Unidos en El Salvador el 10 de enero de 1951 y se presentó ante el secretario de asuntos de dicha embajada, William Wieland contándole que Arévalo era comunista; Wieland lo interrumpió en ese momento y dio por concluida la reunión diciéndole: «Gracias general por esta amena e informativa visita». Unas cuantas semanas después, algunos colaboradores de Ydígoras visitaron a Anastasio Somoza, presidente de Nicaragua, a quien le dijeron que ya tenían los militares y las armas necesarias para derrocar a Arévalo el 28 de febrero de 1951, pero que necesitaban dinero. Somoza les dijo que saludaran a Ydígoras de su parte, pero no les dio nada, pues no creía que en esos momentos el ejército guatemalteco estuviera dispuesto a apoyar un golpe de Estado.
Por su parte, Árbenz y Fortuny compartieron la holgada victoria en los comicios de finales de 1950 y, de allí en adelante, las tareas de gobierno. Mientras buena parte de los dirigentes de la coalición oficialista se disputaban la cercanía con el presidente, los líderes del Partido Guatemalteco del Trabajo, y especialmente Fortuny, eran los consejeros más cercanos de Árbenz y constituían su gabinete privado.

## Gobierno de Jacobo Árbenz

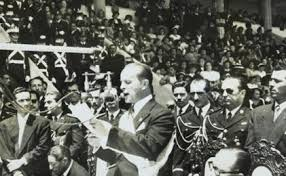
Toma de posesión del coronel Árbenz Guzmán como presidente de Guatemala en el «Estadio de la Revolución (hoy Estadio Doroteo Guamuch Flores)» en 1951.

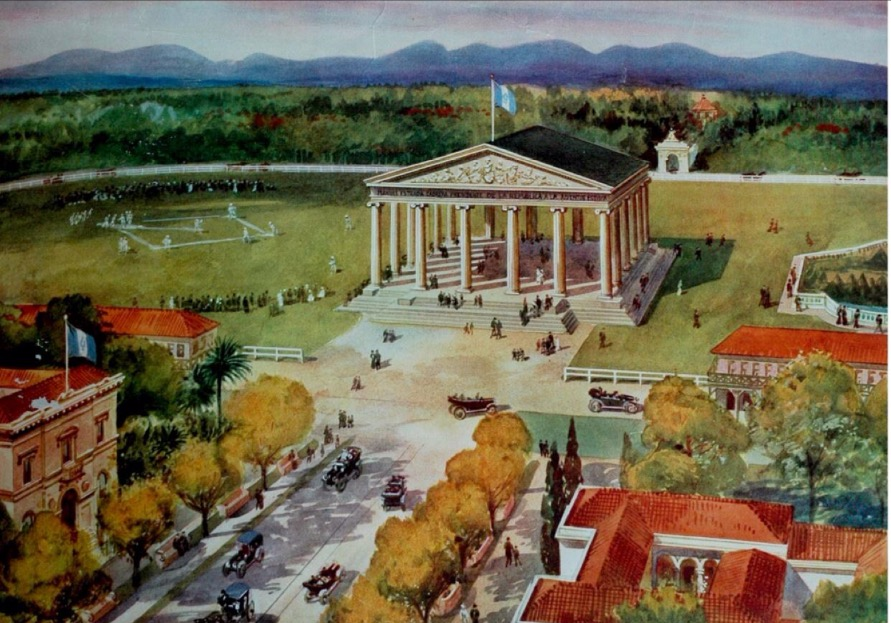
Como una muestra del rechazo por las concesiones hechas por el gobierno de Manuel Estrada Cabrera a la United Fruit Company, en 1953 el gobierno arbencista mandó dinamitar el Templo de Minerva que Estrada Cabrera había construido en el Hipódromo del Norte para celebrar sus Fiestas Minervalias en honor a la Juventud Estudiosa.

En 1950, el 76 % de los habitantes poseían menos del 10 % de las tierras; mientras que un 22 % controlaban el 70 %. La United Fruit Company (UFCO) era dueña de más del 50 % de las tierras cultivables del país, de las que únicamente cultivaba el 2.6 %; y los campesinos tenían sueldos miserables. Por otra parte, desde el gobierno de Manuel Estrada Cabrera existían monopolios estadounidenses de empresas subsidiarias de la UFCO que se dedicaban al transporte de carga por ferrocarril y vapores, los que salían de Puerto Barrios, Izabal, puerto controlado por la frutera. Asimismo, controlaban la generación de la electricidad, los teléfonos y telégrafos del país. Estas empresas no pagaban ningún tipo de impuesto por el uso de los recursos nacionales, gracias a las generosas concesiones otorgadas por Estrada Cabrera, y ratificadas por los gobiernos de José María Orellana y Jorge Ubico. Incluso, Ubico habría promulgado leyes que permitían a los terratenientes castigar severamente e incluso ejecutar a sus colonos.

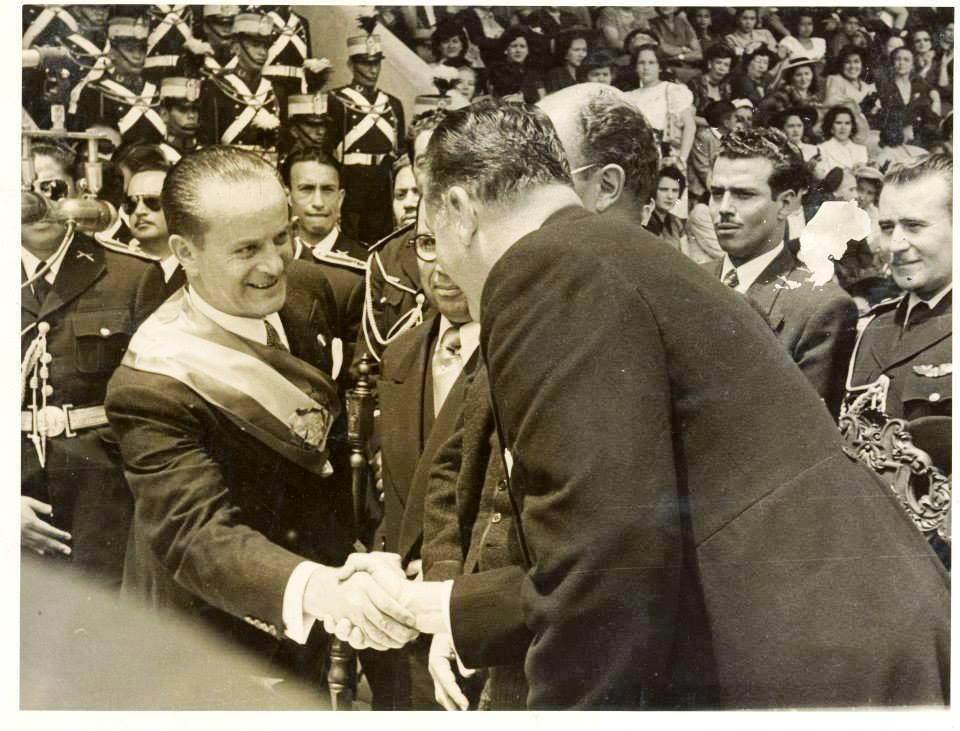
Toma de posesión de Juan Jacobo Árbenz Guzmán. Saludo con el ya expresidente Juan José Arévalo Bermejo.

De acuerdo con su plan de gobierno, Árbenz tomó las siguientes medidas:
1. Presentó al Congreso la iniciativa de Ley de la Reforma Agraria, misma que fue promulgada por el Congreso de la República, mediante el Decreto 900, para expropiar los terrenos ociosos de la UFCO.
2. Inició la construcción de la carretera que conduce de la Ciudad de Guatemala al Atlántico, la cual lleva su nombre desde 2012, por decreto del presidente Álvaro Colom.
3. Comenzó la construcción del puerto Santo Tomás de Castilla, en donde se encontraba el puerto Matías de Gálvez, para competir con Puerto Barrios, puerto controlado por la UFCO.
4. Principió los estudios para la planta de generación Jurún Marinalá, para competir con la empresa eléctrica Electric Bond and Share Company,  propiedad de la UFCO.[31]

Sin embargo, las tensiones políticas y la polarización ideológica se exacerbaron durante su mandato. Las reformas que su gobierno llevó a cabo, fundamentalmente la reforma agraria, acrecentaron la polarización ideológica y la lucha política interna, en un marco internacional cada vez más cargado por las tensiones del enfrentamiento Este-Oeste (véase: la Guerra Fría). En este contexto también se incrementó la división y la radicalización de los revolucionarios, estimulada por su heterogeneidad político-social. Por otra parte, el sistema judicial ya tenía problemas para ajustarse a la rapidez del cambio iniciado por las reformas de Arévalo, lo cual se hizo más evidente y grave a raíz de los conflictos generados por la reforma agraria impulsada por Árbenz, ya que esta afectó a intereses económicos, sociales y políticos de gran envergadura, en la medida en que el veintidós por ciento de la población poseía el setenta por ciento de las tierras cultivables.

### Gabinete
Los miembros de su gabinete fueron:

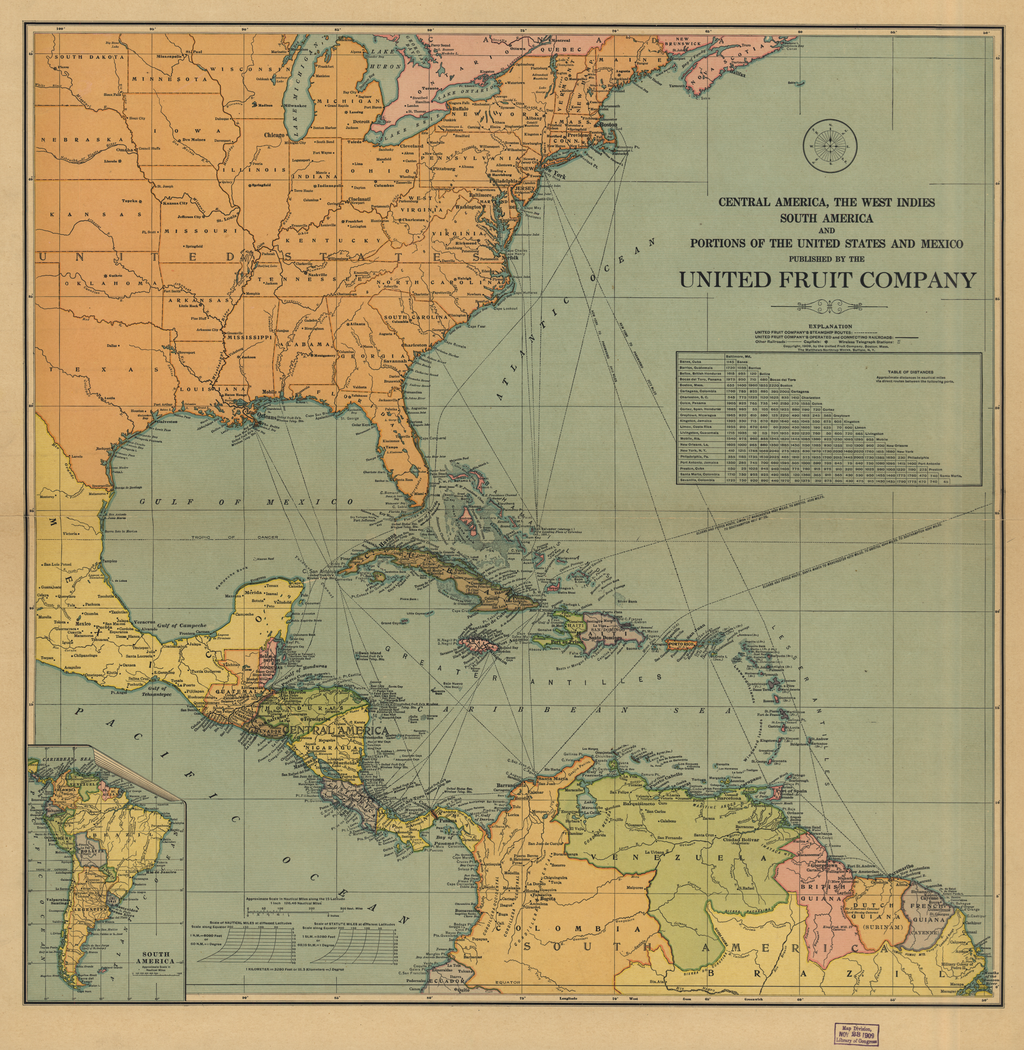
Mapa de rutas de la «Flota Blanca» de la United Fruit Company, la cual tenía el monopolio del transporte de carga y pasajeros hacia y desde Puerto Barrios en Guatemala.

- Ministro de Agricultura: Nicolás Brol, un rico terrateniente de Quetzaltenango y amigo personal del presidente. Su nombramiento fue celebrado por la élite guatemalteca que vio en él a su representante; sin embargo, Brol fue leal a las políticas reformistas del gobierno pues consideraba que favorecían el desarrollo del capitalismo en el país.[39]
- Ministro de Economía: Roberto Fanjul, un próspero comerciante quetzalteco. De él decían los oficiales de la embajada de los Estados Unidos que era exitoso y un reconocido anticomunista, que había hecho renacer la esperanza de mejorar las relaciones entre el gobierno y la élite. Pero Fanjul, al igual que Brol, permaneció leal al presidente; Fanjul, inclusive, fue el que remitió el Decreto 900 de reforma agraria al congreso en 1952, lo que lo dejó en una precaria posición con la élite guatemalteca, que empezó a tratarlo de «traidor» e «imbécil».[40]
- Ministro de Salud Pública: Julio Domingo Bianchi Smout, médico guatemalteco que había formado parte de la directiva del Partido Unionista que derrocó al presidente Manuel Estrada Cabrera en 1920[41] y también fue uno de los firmantes de la Carta de los 311 con que se forzó al presidente Jorge Ubico a tomar la decisión de renunciar a la presidencia en 1944.[42]
- Ministro de Relaciones Exteriores: Luis Cardoza y Aragón.[40]

### Educación
En 1944 funcionaban trece centros oficiales de educación secundaria y normal a los que acudían 1861 alumnos. En 1954, el número de escuelas había ascendido a veintidós y el número de alumnos se elevó a 7098, un incremento del 281 %. Este aumento conllevó una ampliación considerable de la formación de maestros, y el número de aspirantes a ingresar a la Universidad también se elevó a una cifra sin precedentes.
Durante el periodo presidencial de Jacobo Árbenz se siguió con la misma tónica educativa que en el gobierno de Arévalo. Durante su gobierno se incrementó en gran manera la educación rural y la alfabetización y la educación secundaria. El plan inicial de la Escuela Normal Rural se extendió con la regionalización de las escuelas rurales, de las cuales se fundaron seis en distintos rumbos del país. Los postulados pedagógicos de la revolución se mantuvieron vigentes por diez años y se dio a la educación un carácter democrático desde los jardines de niños a la Universidad; surgieron el periodismo escolar y el autogobierno, y las asociaciones de estudiantes se generalizaron en todas las escuelas secundarias. El anteproyecto de la Ley Orgánica de 1952 instaló un moderno sistema educativo acorde con la realidad pedagógica del país, pero este estatuto no tuvo vigencia total.
La educación mantuvo el carácter de laica, gratuita y obligatoria hasta alcanzar un mínimo de escolarización. Las guarderías infantiles proliferaron y los niños huérfanos y desamparados fueron atendidos con sistemas modernos. Se permitió al magisterio organizarse sindicalmente, fundándose el STEG —Sindicato de Trabajadores de la Educación en Guatemala—. El STEG tuvo como contraparte al Colegio de Maestros, el cual era totalmente opuesto a la sindicalización del magisterio nacional. El máximo dirigente del STEG fue el profesor Víctor Manuel Gutiérrez Garvín —miembro del entonces legalizado Partido Guatemalteco del Trabajo de orientación comunista, aunque él no era de la línea prosoviética estalinista de los dirigentes del PGT—. La capacidad dirigencial de sus directivos posibilitó que el STEG llegara a ser la más poderosa organización sindical del período y que sus planteamientos fueran esencialmente políticos.
En 1953 se graduaron cuatrocientos cuarenta maestros de educación primaria urbana y veintisiete de educación rural, cifras que si son comparadas con los ciento setenta maestros que se graduaron en 1944 representan un aumento del 259 %. Tanto el gobierno de Arévalo como el de Árbenz buscaban una solución gradual a la falta de maestros en el país, y habían empezado a poner énfasis en la formación de maestros rurales.
A partir de 1953, se crearon las escuelas prevocacionales, de carácter experimental, cuyo nivel era anterior a la preparatoria universitaria, a la normal y a las carreras técnico-vocacionales.
Con la llegada al poder de la Contrarrevolución, en junio de 1954, casi todas las organizaciones sindicales fueron proscritas, según el Decreto n.º 21 del 16 de julio de 1954 de la Junta de Gobierno liberacionista. Varios dirigentes magisteriales departamentales fueron encarcelados, otros fueron expulsados del país y más de tres mil maestros fueron destituidos de sus puestos. Desaparece pues, el STEG, aunque su personería jurídica mantuvo vigencia pues la Liberación no la dejó sin efecto.

#### El Ballet Guatemala
Entre 1949 y 1954, el Ballet Guatemala estuvo dirigido por el maestro ruso Leonide Katchourowsky, quien también estuvo a cargo de la Escuela Nacional de Danza. Katchourowsky, su esposa Marie Tchernova y la profesora Marcelle Bonge no devengaban sueldo alguno, pero estaban autorizados a explotar el ballet en su beneficio propio de acuerdo al contrato suscrito con el Ministerio de Educación. Marie Tchernova era primera bailarina de la Ópera de París y bailarina estrella del Teatro Real de la Moneda de Bruselas, nacida en Rusia y nacionalizada belga, como su esposo.
Con el derrocamiento del gobierno de Árbenz el Ballet Guatemala fue suprimido porque la Junta Liberacionista de gobierno acusó a los directores rusos de ser «comunistas» y de ser los que le traducían al presidente Árbenz todo lo que llegaba a Guatemala de la Unión Soviética; el 16 de agosto de 1954 les cancelaron los contratos y los maestros Katchourowsky y Tchernova regresaron a Bélgica en 1957.

### Reforma agraria
| «Los campesinos no apoyan a la oposición. Ellos apoyan al gobierno, ya que han sido seducidos por la reforma agraria y por otras promesas. Cierto, hay campesinos inteligentes que comprenden que las promesas del gobierno son sólo ofrecimientos vanos. Pero son sólo unos cuantos. En las presentes circunstancias, son los ricos —los terratenientes— quienes deben pelear en las calles, y ellos nunca lo harán. Los miembros del AGA son buenos tiradores, pero solamente saben dispararle a patos y a otras aves indefensas; jamás le dispararían a un hombre armado. Somoza les ha dicho: "Le voy a dar las armas, las municiones y el dinero; ustedes encuentren a los hombres dipuestos". Pero ni Ydígoras, Castillo Armas, Córdova Cerna o Coronado Lira han sido capaces de encontrar hombres dispuestos a luchar». —Clemente Marroquín Rojas La Hora, 27 de febrero de 1954 |

Mapa de los ramales ferroviarios en Guatemala y El Salvador, los cuales eran propiedad de la International Railways of Central America, la subsidiaria de la UFCO que controlaba el ferrocarril en ambos países, mientras el único puerto en el Atlántico era controlado por la Great White Fleet, marina mercante también propiedad de la UFCO.

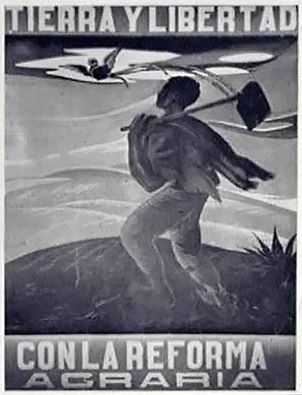
Afiche promocional de la Reforma Agraria de Guatemala.

El 31 de mayo de 1952, al enterarse de lo dispuesto en la Reforma Agraria, el influyente periodista Clemente Marroquín Rojas escribió en su editorial que muchos de los miembros de las clases altas que fueron arbencistas en las elecciones de noviembre, entre ellos Asturias y Beltranena, lo fueron porque estaban seguros de que Árbenz era un hombre de la derecha y que no podía ser marxista por ser militar, estar casado con una dama de sociedad asociada al capitalismo y gustar de la «buena vida»; Marroquín Rojas explicó en ese editorial que él había conocido al verdadero Árbenz en las juntas del consejo de ministros del presidente Juan José Arévalo: un hombre que le inspiraba un gran aprecio en lo personal, pero que era firme en sus convicciones extremistas y que no las dejaría de lado hasta que fuera derrocado. Finalmente, indicó que ya no había posibilidad de compromiso entre el gobierno arbencista y las élites guatemaltecas. En el editorial de Marroquín Rojas quedó definida la posición de la élite, pues esta comprendió que no podría acceder al poder por medios democráticos.
El 17 de junio de 1952, el gobierno de Árbenz aprobó el Decreto 900, o «Ley de la Reforma Agraria».
Las fincas menores de noventa hectáreas no estaban afectadas por la ley, ni las de menos de doscientas hectáreas que estuviesen cultivadas, al menos en sus dos terceras partes. Tampoco las grandes propiedades en producción, cualquiera fuera su tamaño; pero al prohibirse el colonato y la aparcería, se intentaba obligar a los terratenientes a invertir en salarios. Durante los 18 meses de aplicación de la reforma agraria, se repartieron entre 603 y 615 hectáreas de tierras particulares, lo que suponía un 10 % del total de dichas propiedades; 280 000 hectáreas de tierras nacionales; y se concedieron créditos para apoyar la producción. A la compañía bananera United Fruit Company, que mantenía sin cultivar el 85 % de sus 220 mil hectáreas, se le expropiaron 156 000 hectáreas; es decir el 64 % de su superficie. Los terratenientes afectados recibieron un pago en bonos del Estado, según el valor fiscal de la propiedad reportado durante los tres años anteriores —en general cifras drásticamente subvaluadas por ellos mismos para reducir el pago impuestos al fisco— con una tasa anual de interés del 3 %. Para 1954, se habían beneficiado más de 138 000 familias campesinas, de las cuales la inmensa mayoría eran indígenas, lo que podría traducirse en un medio millón de personas, para un país que contaba con tres millones de habitantes. Más de la mitad de los beneficiarios obtuvieron también créditos agrícolas.
La aplicación del referido programa representó un fuerte desafío a la estructura de poder tradicional en el campo, no solo por la reestructuración de la tenencia de la tierra, sino porque la Ley de Reforma Agraria impulsó la organización de Comités Agrarios Locales en cada finca, favoreciendo que se crearan estructuras de poder local alternativo. La reforma se canalizó a través de dichos comités, cuyo número hasta diciembre de 1953 era de 1496. Muchos estuvieron influidos por el comunista Partido Guatemalteco del Trabajo (PGT), aunque adquirieron dinámicas propias en los ámbitos locales. Algunos se constituyeron en foros activos de participación democrática en una época caracterizada por una gran efervescencia política; otros se derivaron en espacios de conflicto y corrupción.
Sin embargo, hubo numerosos problemas con la Reforma Agraria: A pesar de que la intención de los promotores de enajenar únicamente las tierras ociosas de las grandes fincas, en muchas regiones las comunidades intentaron resolver viejos conflictos locales a través de ella. Asimismo, se produjeron denuncias y ocupaciones de tierras no afectables, así como casos de irregularidades en la distribución de las parcelas. Episodios de esta índole fueron consecuencia, entre otras razones, de la deficiente información que existía sobre la ley, de su errónea comprensión o interpretación por parte del campesinado, de la falta de experiencia de la incipiente organización campesina y de la politización del proceso en su conjunto. A las tensiones que desató la Reforma Agraria deben sumarse los problemas provenientes de un sistema judicial incapaz de aplicar la ley y de resolver los conflictos derivados de su aplicación: los conflictos entre los diferentes sectores llegaron a su punto culminante en un enfrentamiento entre el Ejecutivo y la Corte Suprema de Justicia; la confrontación se produjo debido a un recurso de amparo que finalmente aceptó la Corte Suprema de Justicia y que llevó a la destitución de esta por parte del Congreso.
Finalmente, la oposición, compuesta principalmente por terratenientes guatemaltecos y directivos de la United Fruit Company, estaba completamente en contra de la Revolución y de las reformas impulsadas por los gobiernos de Juan José Arévalo y Árbenz. Luego de la elección de Árbenz en 1950, la élite guatemalteca había tenido la esperanza de que este diera marcha atrás a las medidas impuestas por el presidente Arévalo, a quien tildaban de comunista; la imagen de Árbenz los había convenció de ello: el coronel guatemalteco estaba casado con María Cristina Vilanova, una dama de la más alta sociedad salvadoreña, era un oficial del ejército, vivía en una mansión en la zona 10 de la Ciudad de Guatemala y tenía fisonomía aristocrática. Pero sus esperanzas se vieron frustradas cuando Árbenz apoyó la organización del comunista Partido Guatemalteco del Trabajo y luego impulsó el decreto 900. Ante esta situación, la única motivación clara de los opositores era la defensa implacable de los privilegios de que habían disfrutado hasta entonces en Guatemala y enarbolaron la bandera del anticomunismo para justificar su lucha e comenzaron una campaña intensa de desprestigio contra el gobierno arbencista; los periodistas e intelectuales estadounidenses de la época, aparte de apoyar el anticomunismo en Guatemala, indicaban que era muy fácil determinar qué era lo que disgustaba a la oposición, pero nunca lo que esta proponía pues los grupos opositores no tenían un programa constructivo o positivo para el país.
El decreto 900 creó la posibilidad de ganancia de cultivos para los trabajadores de campo que no tenían tierras anteriormente. Asimismo, el efecto que tuvo esta ley en el mercado de factores de producción es parecido al que se dio en Europa después de la peste bubónica: después de la plaga, en la que murió entre un tercio de la población de Europa, la cantidad de terratenientes disminuyó, lo que liberó muchas de las tierras e incrementó la oferta terrenal, bajó su precio y volvió la adquisición más accesibles para campesinos. Al mismo tiempo, muchos de los campesinos murieron también debido a la plaga, por lo que la fuerza laboral disminuyó. Este desplazamiento de la oferta de trabajadores aumentó los salarios de estos. Los efectos económicos posteriores a la plaga en Europa son muy similares a los ocasionados por la reforma agraria en Guatemala: durante la primera cosecha después de la implementación de la ley, el ingreso promedio del campesino aumentó de Q225.00 anuales a Q700.00 anuales. Algunos analistas dicen que las condiciones en Guatemala mejoraron después de la reforma y que hubo una «transformación a fondo de la tecnología agrícola como resultado de la disminución en la oferta de mano de obra». El aumento del nivel de vida también sucedió en Europa en el siglo xv, y al mismo tiempo se dieron avances tecnológicos de gran magnitud. La falta de fuerza laboral después de la peste fue «la madre de las invenciones». Los beneficios no fueron limitados únicamente a la clase trabajadora de los campos, se encontraban por primera vez desde el gobierno del capitán general Rafael Carrera en una posición en la que eran tratados con respeto y dignidad. Hubo también incrementos en consumo, producción e inversión privada interna; por su parte, la clase media disfrutaba de beneficios que le permitían progresar y era leal al gobierno de Árbenz.

### Construcción de la Carretera al Atlántico y el Puerto Santo Tomás de Castilla
A fin de establecer la infraestructura física indispensable para viabilizar el desarrollo capitalista «independiente» y nacional, que permitiese deshacerse de la dependencia extrema de los Estados Unidos de América y rompiese los monopolios estadounidenses que operaban en el país, básicamente los de la economía del enclave bananero, comenzó la planificación e inicio de la construcción de la carretera al Atlántico, la cual tenía por objeto competir en el mercado con el monopolio en los transportes terrestres ejercido por la «frutera», a través de otra de sus subsidiarias, la International Railways of Central America (IRCA) y que tenían la concesión desde 1904, cuando se las otorgó Manuel Estrada Cabrera. La construcción de la carretera al Atlántico empezó por parte del Departamento de Caminos del Ministerio de Comunicaciones y Obras Públicas, colaborando el batallón de ingenieros del ejército. La forma planeada era construirla paralela a la línea férrea, en la medida de lo posible. La misma función competitiva ejercería la construcción y posterior funcionamiento de un Puerto Nacional en el Atlántico, Santo Tomás de Castilla, con Puerto Barrios también propiedad del monopolio de Nueva Orleans.
El modus operandi de la UFCO en Guatemala fue expuesto en una conversación que aparece en la obra de teatro El tren amarillo por el autor guatemalteco —y exministro de Educación y embajador de los gobiernos revolucionarios de Juan José Arévalo y Jacobo Arbenz Guzmán— Manuel Galich.

### Hidroeléctrica nacional Jurún Marinalá
| La central Jurún Marinalá fue planificada durante el gobierno de Árbenz para competir con la generación de la Empresa Eléctrica de Guatemala, que en ese tiempo era de capital estadounidense y utilizaba petróleo extranjero en vez de los recursos naturales de Guatemala. Fue concluida durante el gobierno de Julio César Méndez Montenegro y se encuentra ubicada en la aldea Agua Blanca, interior de la finca El Salto, departamento de Escuintla, clasificada como una central de regulación diaria. |

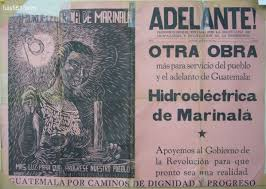
Afiche publicado por el gobierno de Árbenz para promocionar la construcción de la hidroeléctrica Jurún Marinalá.

La hidroeléctrica Jurún Marinalá se planificó como una primera hidroeléctrica nacional para competir con el monopolio energético de la Empresa Eléctrica, subsidiaria de la Electric Bond and Share (EBASCO), que sin considerar las necesidades nacionales, no utilizaba los recursos hidráulicos del país, sino que generaba energía con plantas accionadas con combustibles importados, creando una sangría de divisas. Para el desenvolvimiento agropecuario, agroindustrial e industrial del país y en general para todas las actividades productivas era imprescindible, en el contexto de un proyecto de desarrollo capitalista, un aumento de la producción energética, incrementando la capacidad de generación, a menores costos.

### Minería
La Compañía Minera de Huehuetenango extraía plomo en minas de San Miguel Acatán, desde finales de la década del 40. La compañía integraba el Grupo minero Hoover, cuya cabeza era Allan Hoover, hijo del expresidente de Estados Unidos, Herbert Hoover. Allan Hoover, también era presidente de la Minera de Guatemala, la cual extraía plomo en las minas de Caquipec, en el municipio de San Juan Chamelco, Alta Verapaz. William Jolly Hill, vicepresidente de la Minera de Huehuetenango entre 1949-1950, firmó el contrato entre la minera y el Ministerio de Economía, dando lugar al Decreto del Congreso de la República 0760, publicado el 5 de octubre de 1950, el cual sirvió para regular la explotación de las minas en Guatemala. Entre los capitalistas guatemaltecos vinculados a la Minera de Huehuetenango se encontraba Alejandro Arenales, un abogado de las familias elites cafetaleras del siglo xix, que tenía una estrecha relación con los Skinner Klee, otra familia de abogados y cafetaleros y diplomáticos guatemaltecos. La explotación de plomo llegó a ser vital para los estadounidenses, que anunciaron un contrato con la Minera de Huehuetenango por 26250 toneladas adicionales de lingotes de plomo para entrega a cinco años, empezando en 1954; el contrato establecía financiamiento de cuatrocientos mil dólares para ampliar las instalaciones de la minera a la vez que representaba una entrada millonaria, pues el precio de la libra de plomo se fijó entre 17 y 20 centavos de dólar por libra.
A principios de 1954 las instalaciones de la mina se incendiaron y la compañía tuvo que despedir a 700 empleados; poderosos intereses estadounidenses intervinieron para rescatar la mina: tras el derrocamiento de Árbenz, la embajada de Estados Unidos en Guatemala y el Departamento de Estado presionaron a un banco privado para que otorgara un préstamo por trescientos catorce mil dólares a la mina, aprobado el 10 de febrero de 1955.

### Elección de alcaldes de la Ciudad de Guatemala
Los alcaldes de la Ciudad de Guatemala habían sido históricamente designados por el presidente de la república, pero esto cambió con la Constitución de 1945, que otorgó autonomía a las corporaciones edilicias y creó elecciones democráticas a alcalde. Durante el gobierno del coronel Árbenz, los dos alcaldes electos no fueron del partido oficial, sino de la oposición: Martín Prado Vélez, postulado por la asociación de Ingenieros Civiles y Juan Luis Lizarralde, apoyado por el Partido de Unificación Anticomunista (PUA), el Comité de Estudiantes Universiarios Anticomunistas (CEUA), la Unión Patriótica y la Juventud Nacionalista.
El ingeniero Martín Prado Vélez asumió en el año 1949 y terminó en 1951. Bajo su mandato se construyeron o iniciaron importantes obras de infraestructura: el Puente El Incienso, la construcción de la calzada Roosevelt, principal eje vial de este a oeste de la Ciudad, el propio edificio consistorial, y numerosas obras viales que significaron el ensanche de la ciudad colonial, su ordenamiento en puntos cardinales y la generación de un anillo periférico con el primer trébol en la principal ciudad de Centro América. Uno de sus principales colaboradores fue su amigo, el ingeniero Raúl Aguilar Batres, quien fue el jefe de planificación de la municipalidad en esa administración y en las posteriores. Por su parte, Juan Luis Lizarralde, quien asumió en 1952 mantuvo enfrentamientos con el gobierno de Árbenz, a pesar de lo cual el gobierno, mediante obra pública —esto es: escuelas, hospitales, guarderías y comedores infantiles e infraestructura vial— intervino en la producción de nuevos espacios en la ciudad y, en algunos casos, en la valorización de la tierra que fue incorporada a la ciudad por medio de los nuevos ejes viales, como la carretera interamericana, que se construyó a partir del Hospital Roosevelt.

## Campaña anticomunista y derrocamiento

### Análisis del gobierno arbencista por la inteligencia estadounidense
En 2003, el Departamento de Estado de los Estados Unidos desclasificó una gran cantidad de documentos relacionados con el gobierno arbencista. En uno de los documentos, se presenta el reporte que la CIA hizo del gobierno guatemalteco en marzo de 1952. He aquí las conclusiones principales de dicho documento:
1. Los comunistas ya tenían una fuerte influencia en Guatemala, mucho mayor que lo que podría esperarse por su pequeño número de afiliados. Esta situación política en Guatemala afectaba a los intereses estadounidenses en el país y constituía una potencial amenaza al territorio de los Estados Unidos.
2. Los comunistas habían sido exitosos políticamente porque se habían identificado con los principios de la Revolución de 1944; de esta forma habían podido infiltrarse en los partidos políticos y tomar el control de los sindicatos, de los que el gobierno dependía cada vez más.
3. La alianza política entre el gobierno y sus asesores comunistas era muy fuerte, y los agentes estadounidenses no percibían que hubiera una oposición efectiva.
4. Los agentes estadounidenses consideraron en 1952 que los sucesos de los próximos años iban a depender directamente de cómo se resolviera el conflicto entre Guatemala y la United Fruit Company, consecuencia natural de la Revolución de 1944 y que los comunistas habían exagerado para sus propios fines.
5. Si la UFCO hubiera cedido a las demandas del gobierno arbencista, este se hubiera visto reforzado enormemente. Incluso, se habría podido llegar a una situación en que el gobierno y los sindicatos, bajo influencia comunista y apoyados por un sentimiento nacionalista, empezaran a presionar a otras compañías estadounidenses, principalmente el ferrocarril.[l]
6. Si la UFCO se hubiese retirado de Guatemala, la situación económica del país habría empeorado. Ahora bien, los agentes estadounidenses consideraban que esto no hubiese bastado para que hubiera inestabilidad política en 1952, a menos que también se hubiera dado una caída en los precios del mercado del café.
7. Cualquier debilitamiento en la economía o situación política del país hubiese servido para incrementar la dependencia del gobierno de los sindicatos, con el consecuente aumento de la influencia comunista. Sin embargo, se consideraba poco probable que los comunistas tomaran el poder en 1952, incluso en el caso de que el presidente Árbenz no hubiera podido continuar en el gobierno, su sucesor, Julio Estrada de la Hoz —presidente del Congreso de Guatemala— era favorable a los comunistas.
8. El ejército era leal al presidente guatemalteco, aunque estaba cada vez más molesto por la influencia comunista. Si los comunistas hubieran querido tomar el poder del país, el ejército lo hubiera impedido.[70]

El mismo informe reportó que los principales bastiones anticomunistas en Guatemala eran:
- La jerarquía católica: implacable anticomunista. Aunque su influencia era considerable, la iglesia estaba maniatada por la escasa presencia de sacerdotes y la falta de un programa social.
- Los terratenientes y propietarios de grandes negocios: estos estaban disfrutando un período de prosperidad en ese momento, aunque estaban molestos por el aumento de impuestos y del costo de la mano de obra. Sin embargo, hasta la fecha del informe —antes del Decreto 900— sus intereses no habían sido objeto de ningún ataque directo.
- El fuerte sindicato de trabajadores ferrocarrileros: este sindicato no se quiso unir a la federación obrera dirigida por comunistas.
- Un número considerable de estudiantes universitarios y miembros del magisterio guatemalteco.
- El ejército.[71]

Finalmente, en el reporte se presenta la crisis que tenía en 1952 la United Fruit Company, la cual, con grandes operaciones en nueve países de América Latina, dominaba en ese momento la producción bananera de Guatemala, y el único sistema efectivo de transporte interno: el ferrocarril. También, mediante su flota mercante, tenía un virtual monopolio del transporte marítimo de las exportaciones guatemaltecas. Poseía o rentaba grandes terrenos en Guatemala y era el segundo empleador del país, solo detrás del Estado. Por estas razones, la presencia de la empresa era una espina para los nacionalistas guatemaltecos, a pesar de que pagaba los mejores salarios en el país. De acuerdo a los agentes estadounidenses, cuando la Revolución de 1944 liberó a Guatemala del gobierno liberal de Ponce Vaides, tenía en mente librarse del colonialismo económico de la UFCO; el gobierno confiaba en el apoyo nacionalista en contra de la frutera.

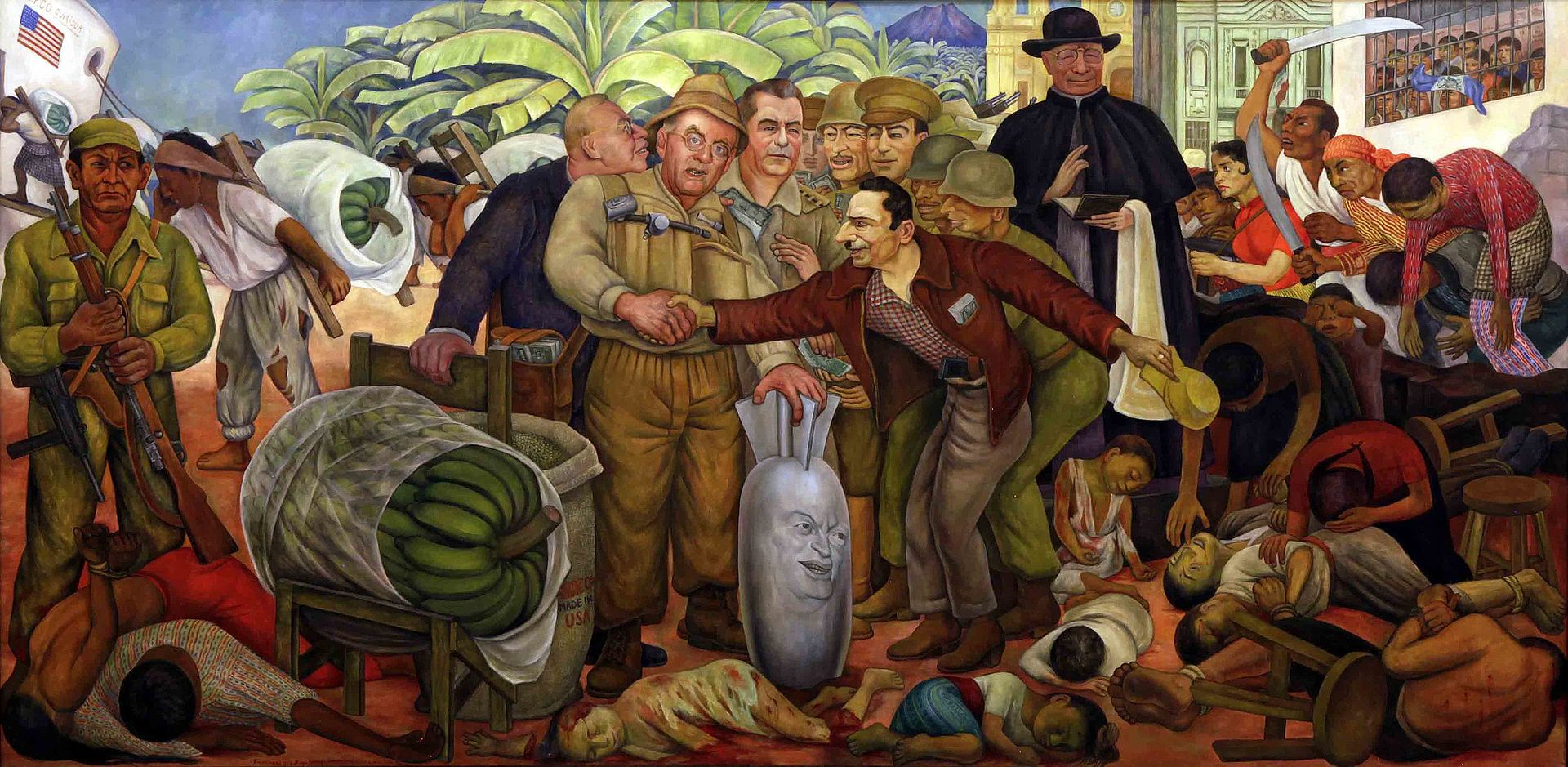
Mural Gloriosa victoria (1954) de Diego Rivera, muestra al general Castillo Armas pactando con miembros del gobierno estadounidense de aquel momento, como el secretario de Estado John Foster Dulles y su hermano director de la CIA, Allen Dulles, siendo la cara de la bomba alusiva al presidente Eisenhower. Al fondo se muestra un barco de la United Fruit Company exportando banano, así como la figura del arzobispo Mariano Rossell y Arellano oficiando una misa sobre los cuerpos masacrados de los trabajadores. Castillo Armas sería quien dirigiría el derrocamiento de Árbenz.

En 1952, la frutera estaba en crisis por la destrucción de sus principales plantaciones por tormentas tropicales en septiembre de 1951. En virtud de los problemas laborales, la compañía solicitó al gobierno que le asegurara que no habría futuros incrementos en el costo de mano de obra antes de comenzar la recuperación de sus plantaciones; pero el gobierno guatemalteco se negó. Entonces, la UFCO suspendió a cuatro mil de sus siete mil trabajadores; pero con el apoyo del gobierno, el sindicato —dirigido por comunistas— demandó que los trabajadores fueran reinstalados en sus puestos con el pago correspondiente a los meses que no trabajaron. El tribunal laboral falló en favor del sindicato, pero la compañía se negó a cumplir con la decisión del mismo y como consecuencia de su desafío, el gobierno le decomisó parte de sus terrenos para pagarle a los empleados; esta situación se resolvió fuera de los tribunales poco tiempo después.

### Campaña católica de peregrinación nacional contra el comunismo
La Iglesia Católica, que poseyera una alta cuota de poder en la región centroamericana durante la Época Colonial, poco a poco la fue perdiendo después de la emancipación de España. Primero, fue la lucha de los liberales por tomar el poder que los conservadores guatemaltecos (entre quienes estaba incluido el Clero Mayor de la Iglesia) ostentaban; los conservadores y la Iglesia perdieron así mucho poder en las provincias de Centroamérica, pero Guatemala permaneció como su último bastión. Tras la Revolución Liberal, los ataques contra el clero mayor de la Iglesia católica —principal terrateniente del Partido Conservador— arreciaron en Guatemala y se decretó la educación laica, la libertad de cultos, la expulsión de la mayoría de las órdenes religiosas, la eliminación del diezmo obligatorio que había sido impuesto en 1854 por medio del Concordato de Guatemala de 1854 y la expropiación de numerosos bienes de la Iglesia. Esta situación se mantuvo durante los gobiernos liberales que siguieron, hasta que en 1944 llegó la Revolución de Octubre, en la cual la situación de los religiosos empeoró, debido a que el pensamiento ya no fue únicamente económico en contra de la Iglesia, sino que también religioso, pues muchos revolucionarios empezaron a declararse opuestos a cualquier tipo de religión.
El arzobispo guatemalteco Mariano Rossell y Arellano quien inicialmente había apoyado a Árbenz, pues como los miembros de la élite guatemalteca, imaginó que iba a purgar a los comunistas del gobierno, pero luego de la promulgación del Decreto 900 se convenció de lo contrario, empezando a atacar al gobierno junto con los miembros de la Asociación Guatemalteca de Agricultores, (AGA). Mediante sus publicaciones Verbum y Acción Social Católica, así como los sermones dominicales y hasta el propio Cristo Negro de Esquipulas se dedicó a atacar al comunismo ateo del régimen arbencista. Para 1951, el arzobispo Mariano Rossell Arellano se encontró con que era urgente que se recuperara la posición de la Iglesia Católica en Guatemala y por esa razón se alió a los intereses de la United Fruit Company y de la élite guatemalteca para derrocar a los gobiernos revolucionarios a los que tildaba de ateos y comunistas. Después de la consagración del Santuario de Esquipulas (1950), como parte de la campaña de desprestigio contra el gobierno de Árbenz, mandó que el escultor Julio Urruela Vásquez tallara una réplica del Cristo de Esquipulas, la cual fue trasladada al bronce en 1952 y convertida, al año siguiente, en símbolo y estandarte de la campaña de peregrinación nacional contra el comunismo. Este Cristo fue luego nombrado «comandante en jefe» de las fuerzas del Movimiento de Liberación Nacional durante la invasión de junio de 1954.
El 4 de abril de 1954, Rossell Arellano emitió una carta pastoral en la que criticaba los avances del comunismo en el país, y hacía un llamado a los guatemaltecos para alzarse y pelear contra «el enemigo común de Dios y de la patria». Dicha pastoral fue distribuida por todo el país.

### Llegada de John Peurifoy a Guatemala
Entre 1950 y 1955, durante el gobierno del general Eisenhower en Estados Unidos, se llevó a cabo una cacería de brujas de comunistas, conocida como macartismo, el cual se caracterizaba por perseguir a individuos por simples sospechas, con acusaciones infundadas, interrogatorios, pérdida del trabajo y negación del pasaporte a los sospechosos de comunismo, o encarcelados. Estos mecanismos de control social y de represión en Estados Unidos bordearon peligrosamente el totalitarismo y métodos fascistas.
Uno de los principales personajes del macartismo era John Peurifoy, quien fue enviado como embajador de los Estados Unidos a Guatemala, ya que este era el primer país de la esfera de influencia estadounidense tras la Segunda Guerra Mundial que incluía elementos abiertamente comunistas en su gobierno. Llegó procedente de Grecia, en donde ya había realizado una considerable actividad anticomunista, y se instaló como Embajador en noviembre de 1953; para entonces, Carlos Castillo Armas ya estaba organizando a su pequeño ejército antirrevolucionario. Tras una larga reunión, Peurifoy le dejó claro al presidente Árbenz que los Estados Unidos únicamente se preocupaban por sacar elementos comunistas de su gobierno y luego reportó al Departamento de Estado estadounidense que «el líder guatemalteco no es comunista, pero que seguramente vendrá un líder comunista después de él».
En enero de 1954, la revista Time publicó una entrevista con John Peurifoy, en la que el oficial estadounidense dijo que la opinión pública estadounidense podría forzar al gobierno estadounidense a tomar medidas para evitar que Guatemala cayera en poder del comunismo internacional porque los EE. UU. no podían permitir una república soviética entre Texas y el Canal de Panamá. Esta publicación fue tomada en Guatemala como la confirmación de que Peurifoy estaba al frente de un plan dirigido para derrocar al gobierno de Árbenz, y al respecto Marroquín Rojas escribió: «nuestro ministro de Relaciones Exteriores ha aceptado oficialmente las explicaciones del embajador Peurifoy en la revista Time. Pero el Sr. Osegueda sabe que una revista como la Time, publicada en un país en donde las mentiras se castigan severamente, no falsificaría las palabras que puso tan enfáticamente en boca del embajador Peurifoy. No hay duda de que Peurifoy dijo lo que Time imprimió, y no hay duda de que estaba expresando la opinión de la Casa Blanca, del Congreso y del Pentágono. ¿Cómo pudieron pensar líderes de Guatemala que los Estados Unidos iban a tolerar un nido de enemigos en la puerta de su casa? Sería absurdo. Hablar de nuestra soberanía a estas alturas es infantil, ingenuo. Alemania, poderosa aunque esté derrotada, todavía está ocupada, y lo mismo ocurre con Japón —y nosotros también lo vamos a estar, nosotros pobres tontos que no producimos ni cohetillos pirotécnicos, mucho menos las municiones necesarias para una defensa decorosa—.»

### Golpe de Estado

El PGT, fundado por José Manuel Fortuny en 1949, alcanzó una gran preponderancia durante el gobierno de Árbenz

La empresa frutera había reportado un valor bajo de sus propiedades ante el fisco guatemalteco, de modo que cuando se implementó la reforma agraria, la indemnización ofrecida estaba basada en esta información y no en el valor real de las propiedades; el gobierno del presidente Dwight Eisenhower consideró un atropello que el gobierno de Guatemala se basara en la información que la UFCO había proporcionado al gobierno guatemalteco para ofrecer la indemnización, y lo hizo saber a Árbenz mediante el embajador Peurifoy. John Foster Dulles, secretario de Estado y miembro del consejo directivo de la UFCO, exigió veinticinco veces más que el valor reportado —que era lo que realmente valían las tierras, pero que no se había informado al gobierno guatemalteco para pagar únicamente la vigesimoquinta parte de los impuestos correspondientes—. Paradójicamente, Jacobo Árbenz, acusado de conspiración comunista, no se había inspirado en los trabajos de Lenin, sino en los de Abraham Lincoln para impulsar la reforma agraria mediante el decreto 900, el cual se proponía modernizar el capitalismo en Guatemala y era más moderado que las leyes rurales estadounidenses del siglo xix. Ahora bien, los directivos de la United Fruit Company (UFCO) habían trabajado intensamente en los círculos del gobierno de Harry S. Truman y del general Dwight Eisenhower para hacerles creer que el coronel Árbenz intentaba alinear a Guatemala al Bloque Soviético. Lo que ocurría era que la UFCO se veía amenazada en sus intereses económicos por la reforma agraria de Árbenz, que le quitaba importantes cantidades de tierras ociosas, y el nuevo Código de Trabajo de Guatemala, que ya no le permitía utilizar las fuerzas militares guatemaltecas para contrarrestar las demandas de sus trabajadores. Como la mayor terrateniente y patrona de Guatemala, el Decreto 900 resultó en la expropiación del 40 % de sus terrenos. Los oficiales del gobierno estadounidense tenían pocas pruebas del crecimiento de la amenaza comunista en Guatemala, pero sí una fuerte relación con los personeros de la UFCO, demostrando la fuerte influencia que los intereses corporativos tenían sobre la política exterior estadounidense:
- El secretario de Estado estadounidense John Foster Dulles era un enemigo declarado del comunismo y un fuerte macartista, y su firma de abogados Sullivan and Cromwell ya había representado los intereses de la United Fruit y hecho negociaciones con gobiernos guatemaltecos;[89]
- Por su parte, su hermano Allen Dulles era el director de la CIA y además, miembro del consejo directivo de la UFCO.[m] Junto a su hermano, estuvo en la planilla de la UFCO durante 38 años.[90]
- El hermano del subsecretario de Estado para Asuntos Interamericanos John Moors Cabot había sido presidente de la frutera.
- Ed Whitman, quien era el principal lobista de la United Fruit ante el gobierno, estaba casado con la secretaria personal del presidente Eisenhower, Ann C. Whitman.[91]

El gobierno estadounidense acusaba a Árbenz de comunista por lo siguiente:
1. Atacó los intereses de los monopolios estadounidenses en Guatemala, alejándose de la línea de gobierno a la que dichos monopolios estaban acostumbrados desde 1901, o sea, de los gobiernos de Manuel Estrada Cabrera, José María Orellana, Lázaro Chacón González y Jorge Ubico, y que consistía en utilizar al ejército de Guatemala para defender sus intereses, y recurrir a sobornos para mantener sus privilegios.[31]
2. Los miembros de su círculo privado eran dirigentes del Partido Guatemalteco del Trabajo (PGT), que era el partido comunista de Guatemala, entre ellos, José Manuel Fortuny,
3. El día que murió el dictador soviético Iósif Stalin, el congreso de la República de Guatemala observó un minuto de silencio,
4. El ambiente macartista que se vivía en los Estados Unidos luego de la Segunda Guerra Mundial,
5. La labor del personero anticomunista del Departamento de Estado, John Peurifoy, quien fue nombrado embajador de EE. UU. en Guatemala entre noviembre de 1953 y julio de 1954, y coordinó el apoyo de la CIA al movimiento de Castillo Armas,
6. Tras su salida de Guatemala, Árbenz se exiló en Checoslovaquia, la Unión Soviética, China y Cuba, todos ellos países comunistas, ya que ningún otro país se atrevía a recibirlo.[31]

El 19 de febrero de 1954, la CIA comienza la Operación WASHTUB, un plan para plantar armas soviéticas falsas en Nicaragua que demostrarían los nexos de Guatemala a Moscú.
Con el apoyo de los Estados Unidos, bajo el mando del coronel Carlos Castillo Armas que se encontraba exilado en Honduras, de Juan Córdova Cerna, director de la CIA en Centroamérica, y El Cristo Negro de Esquipulas como capitán general de la Cruzada Liberacionista, se inició la invasión.

### Invasión
A las 20:00 del 18 de junio las fuerzas del coronel golpista Castillo Armas cruzaron la frontera. Divididas en cuatro grupos de unos 480 soldados, entraron a través de cinco puntos a lo largo de la frontera hondureña y salvadoreña para simular mayor número de soldados de un amplio frente y para reducir la posibilidad de que la tropa entera se encaminara por un único camino desfavorable. Además de estas tropas regulares, diez saboteadores entrenados en Estados Unidos fueron delante explotando los puentes claves y cortando las líneas de telégrafo. Todas las fuerzas de invasión fueron instruidas para reducir al mínimo encuentros reales con el ejército guatemalteco, sobre todo para evitar dañar la imagen del ejército nacional contra los invasores. El desarrollo entero de la invasión fue expresamente diseñado para sembrar el pánico, dar la impresión de poseer fuerzas insuperables, y atraer la población y a los militares a su lado, antes que derrotarlos.
Durante la invasión, la propaganda radiofónica que transmitía Lionel Sisniega Otero desde la embajada estadounidense enviaba falsos informes de enormes fuerzas que se unían a la población local en una revolución popular. Pero casi inmediatamente, las fuerzas de Castillo Armas fracasaron rotundamente: movilizándose a pie y obstaculizados por su pesado equipo, no dieron impresión alguna de ser una fuerza poderosa. Esto debilitó el impacto psicológico de la invasión inicial, pues los guatemaltecos comprendieron que no había peligro inmediato; además, uno de los primeros grupos que llegaron a su objetivo —ciento veintidós rebeldes que pretendían capturar la ciudad de Zacapa— fue aplastado por un pequeño contingente de treinta soldados del ejército guatemalteco y sólo veintiocho rebeldes pudieron escapar.
| De la caída del gobierno de Árbenz el Che Guevara sacaría conclusiones fundamentales que luego incidirían directamente en sus actos durante la Revolución Cubana. En particular, Guevara concluyó que era indispensable depurar al ejército de potenciales golpistas, pues en los momentos cruciales estos desconocían la cadena de mando y se volvían contra el gobierno.[cita requerida] |

Una derrota mayor sobrevino al grupo de ciento setenta rebeldes que emprendieron la tarea de capturar la protegida ciudad costera de Puerto Barrios: después de que el jefe de policía descubriese a los invasores, rápidamente armó a los trabajadores portuarios locales y les asignó papeles defensivos; en cuestión de horas casi todos los rebeldes fueron muertos o apresados, mientras que el resto huyó de regreso a Honduras. Tras tres días de supuesta invasión, dos de los cuatro grupos golpistas de Castillo estaban vencidos. Intentando recuperar el ímpetu, Castillo ordenó un ataque aéreo sobre la capital al día siguiente, que fracasó, puesto que sólo un avión logró bombardear una pequeña cisterna de petróleo, creando un fuego menor sofocado en veinte minutos.
Se formaron las brigadas de sanidad y las brigadas juveniles comunistas que patrullaban las calles por la noche, y que reclamaron infructuosamente al gobierno la entrega de armas.
Después de los rotundos fracasos rebeldes, el presidente Árbenz mandó a su comandante militar que permitiese a los rebeldes adentrarse en el país, ya que tanto él como su comandante principal no temían al ejército rebelde, pero estaban preocupados de que si eran aplastados darían un pretexto para una intervención abierta militar estadounidense, como ya había amenazado el embajador Peurifoy. La clase oficial, temerosa del ataque estadounidense, no quiso contraatacar y derrotar a la diezmada tropa de Castillo. Árbenz temió que sus oficiales intimidados pactaran con Castillo; lo cual se confirmó cuando una guarnición entera del ejército se rindió ante Castillo unos días más tarde en la ciudad de Chiquimula; finalmente, el 27 de junio de 1954, los jefes del Ejército de Guatemala decidieron ignorar la autoridad de Árbenz y exigir su renuncia. Árbenz convocó su gabinete para explicar que el ejército estaba en la rebelión y luego anunció su renuncia al pueblo guatemalteco.

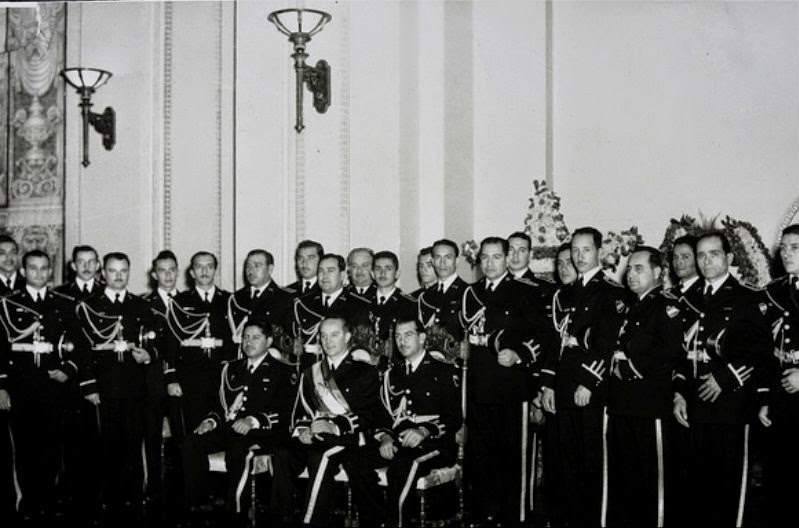
Plana mayor de Jacobo Árbenz

Durante estos sucesos, Hilda Gadea fue detenida y Ernesto Guevara se refugió en la embajada argentina, donde fue incluido entre los refugiados comunistas.

### Renuncia
Su inusitada y repentina renuncia sigue siendo objeto de estudio. Después de todo, varios historiadores han demostrado que el grupo mercenario de Castillo Armas (código de la CIA: «Calligeris») nunca presentó un peligro real, y que Árbenz incluso tenía un espía infiltrado que le informaba sobre el más mínimo detalle sobre los avances militares mercenarios. Al mismo tiempo, agentes de la CIA en Guatemala habían anunciado la ineficacia de sus tácticas y aceptaban la imposibilidad de derrotar a Árbenz. El ejército guatemalteco, por otro lado, estaba tan dividido como lo había estado desde 1944; y el supuesto ultimátum presentado a Árbenz por los militares, tal y como lo mencionan Gleijeses y Schlesinger y Kinzer, al parecer nunca existió, de acuerdo con el testimonio de Elfego Monzón, uno de los supuestos signatarios del documento. En palabras de E. Howard Hunt, la renuncia de Árbenz es algo que quedará «entre él, su esposa, y Dios».
María Cristina Vilanova, en sus memorias, insinúa que la razón de la renuncia de Árbenz se debió a que el ejército de los Estados Unidos estaba preparando una invasión militar contra de Guatemala. Esto lo menciona después de asegurar que nadie apoyó al gobierno de Árbenz durante la crisis, y prácticamente acusa a toda Guatemala de pasividad y complicidad con el intento de derrocar el sistema democrático. Por su parte, el compañero de Árbenz en el exilio, Carlos Manuel Pellecer —quien con la desclasificación de documentos de la CIA en 1992 quedó evidenciado como agente de la CIA con el seudónimo «Inluck» o «Linluck»—, planteó que la dimisión de Árbenz se habría debido a que en junio de 1954 este se habría enterado de que su esposa —quien era el único gran amor de su vida y apoyo psicológico más fiable— tenía un amante, hecho que lo habría desmoralizado. El propio presidente nunca publicó nada al respecto; José Manuel Fortuny no fue claro sobre lo que pasó; y otras memorias, como las de Alfonso Bauer Paiz y Paz Tejada, no explican la caída del presidente.

#### Discurso de renuncia
En su Discurso de renuncia —escrito por José Manuel Fortuny— Árbenz acusó a las fuerzas liberacionistas y a la UFCO de los siguientes hechos:
- Llevar a cabo acciones punitivas en contra de representantes campesinos y obreros en las poblaciones que habían ocupado, principalmente en Bananera.
- Venganza contra los dirigentes obreros de la United Fruit Company, por parte de los directivos de la frutera.
- Ataques de aviadores mercenarios estadounidenses a objetivos civiles y militares, aprovechando que Guatemala no contaba con una fuerza aérea adecuada. Entre los objetivos estaba un barco mercante británico que estaba cargando algodón en el Puerto de San José.
- Utilizar la excusa del comunismo para atacar Guatemala, cuando en realidad se trataba de proteger los intereses financieros de la United Fruit Company y de otros monopolios estadounidenses en América Latina.[95]
- Desprestigiar a Guatemala en los círculos internacionales acusándola de comunista.
- Al ejército liberacionista de ser mercenario, débil y cobarde, demostrado por las aplastantes derrotas que sufriera en las batallas que sostuvo contra el Ejército de Guatemala; indicó también que este logró hacerse del control en Chiquimula solo después de los ataques de la aviación mercenaria.[95]

Luego de exponer estas razones, renunció y cedió el poder al coronel Carlos Enrique Díaz, jefe de las fuerzas armadas de la república, convencido de que iba a garantizar la democracia en Guatemala y que todas las conquistas sociales de la revolución iban a ser mantenidas. Tenía la esperanza de que al salir él de la presidencia, los Estados Unidos iban a tolerar un nuevo gobierno de tendencia izquierdista como el suyo. Pero Díaz renunció a la presidencia pocos días después, y el poder terminó en manos del coronel Carlos Castillo Armas. La caída del «Segundo gobierno de la Revolución» fue seguida por días de desconcierto político durante el cual se sucedieron en el mando juntas de gobierno.
En una comunicación televisiva al pueblo estadounidense, el gobierno de ese país dijo: «Por primera vez en diez años, el pueblo de Guatemala respira el dulce aire de la libertad. Sólo días después de la renuncia del presidente rojo Arbenz, el líder de los rebeldes, Castillo Armas, ha tomado el poder. Miles de comunistas y sus acólitos están presos. Para la United Fruit, todo normal; las tierras que habían sido apropiadas han sido devueltas». En la televisión, el secretario de Estado John Foster Dulles anuncia el retorno de la democracia a Guatemala: «El futuro de Guatemala está en manos del pueblo guatemalteco; está en manos de líderes fieles a Guatemala, los que no se convirtieron en agentes de un despotismo ajeno que trató de llevar a Guatemala a un mal fin. Estos eventos son un glorioso nuevo capítulo en la gran tradición de las Américas».

### Acusaciones de asesinatos y torturas de opositores
Aunque el gobierno de Árbenz transcurrió en medio de graves tensiones políticas en ascenso y con manifestaciones extremas de polarización ideológica, no hubo violencia gubernamental, sino en escasos momentos identificados con claridad, como en el asalto a Salamá por un grupo político el 29 de marzo de 1953. No obstante, como parte las operaciones de desinformación de la CIA, las cifras de opositores asesinados durante este período son variables y no existe registro fidedigno. Con fecha posterior a la caída de Árbenz, la prensa nacional habló de doscientas cincuenta personas y algunos textos publicados por organizaciones afines al Movimiento de Liberación Nacional (MLN) indicaron una cifra de quinientas, pero solamente proporcionan un listado de ciento ocho nombres. Es indiscutible, no obstante, que luego del alzamiento de Salamá, empezó la persecución de anticomunistas, hasta llegar a una franca represión en mayo de 1954, cuando ya la Operación PBSUCCESS estaba en marcha y la caída del régimen arbencista era inminente.

### Cronología de sucesos que llevaron al derrocamiento de Árbenz
La siguiente es una cronología de los principales sucesos que llevaron al derrocamiento del presidente Árbenz:
| Fecha                     | Suceso |
| ------------------------- | --- |
| 15 de mayo de 1950        | Thomas Corcoran, quien cabildeaba para la United Fruit Company en el congreso de los Estados Unidos, se reunió con el asistente del secretario para asuntos interamericanos, Thomas Mann, para solicitarle ayuda para derrocar al presidente Juan José Arévalo. |
| 3 de septiembre de 1950   | Un operativo de la CIA llegó a la Ciudad de Guatemala y estableció contacto con un grupo estudiantil anticomunista. |
| 11 de noviembre de 1950   | Árbenz fue elegido presidente. |
| 15 de marzo de 1951       | Árbenz tomó posesión como presidente. |
| 22 de agosto de 1951      | La United Fruit Company advirtió a sus trabajadores de que cualquier incremento en los sueldos haría insostenibles las operaciones en Guatemala y la forzaría a retirarse del país. |
| 15 de septiembre de 1951  | Una tormenta tropical arrasó con las principales plantaciones de la United Fruit Company en Tiquisate; la frutera anunció posteriormente que no iba a rehabilitar las plantaciones hasta que hubiese concluido un estudio económico de sus operaciones en Guatemala. |
| 26 de septiembre de 1951  | La United Fruit Company suspendió a tres mil setecientos cuarenta y dos empleados, rehusándose a cumplir con la orden del inspector general de trabajo de Guatemala para que rehabilitara a los trabajadores suspendidos. |
| 30 de octubre de 1951     | Walter Turnbull, vicepresidente de la United Fruit Company le dio un ultimátum a Árbenz: la UFCO no iba a reabrir sus plantaciones sin que tuviera la seguridad de que los costos de la mano de obra se mantuvieran estables por tres años y sólo con la eliminación de leyes desfavorables. |
| 5 de noviembre de 1951    | El director de la Central de Inteligencia Americana Dulles y King recibieron a representantes de la UFCO, quienes les ofrecieron inteligencia, ayuda logística y financiera para cualquier programa que la CIA desarrollara para derrocar al presidente Árbenz. |
| 19 de diciembre de 1951   | La Great White Fleet de la United Fruit Company anunció que iba a bajar el número de viajes de pasajeros a Guatemala. |
| 2 de enero de 1952        | La Corte de Apelaciones de Trabajo dictaminó que la United Fruit Company debía reanudar sus operaciones en Tiquisate y pagarle a sus tres mil setecientos cuarenta y dos empleados los sueldos atrasados. |
| 12 de marzo de 1952       | El inspector general de la CIA, Stuart Hedden, se reunió con el abogado de la United Fruit Company Thomas Corcoran quien le aseguró que la UFCO apoyaba el movimiento revolucionario de Castillo Armas. |
| 22 de marzo de 1952       | Memo interno de la CIA indicó que la agencia iba a ayudar a Castillo Armas desde ese momento. |
| 25 de marzo de 1952       | La oficina de la CIA en la Ciudad de México empezó a recibir reportes semanales de parte de Castillo Armas. |
| abril de 1952             | El presidente Somoza de Nicaragua visitó Washington D. C. |
| 17 de junio de 1952       | Árbenz aprobó la ley de Reforma Agraria. |
| julio de 1952             | El presidente Anastasio Somoza García de Nicaragua regresó a Managua a bordo de un avión militar estadounidense. Durante el vuelo convenció al coronel Cornelius Mara, asistente militar del presidente Truman de presentarle al presidente el plan para ayudar a Castillo Armas. |
| 10 de julio de 1952       | Allen Dulles se entrevistó con el secretario de Estado Mann para solicitar la aprobación de la operación PBFORTUNE: un plan para derrocar a Árbenz con la ayuda de Carlos Castillo Armas. |
| 7 de agosto de 1952       | Se inició la distribución de tierras en Guatemala de acuerdo a la Reforma Agraria. |
| 18 de agosto de 1952      | El director de la Central de Inteligencia Americana aprobó la operación PBFORTUNE. |
| 2 de octubre de 1952      | La aerolínea estadounidense Pan American llegó a un acuerdo con sus trabajadores guatemaltecos que habían estado en huelga por tres meses, incrementándoles el sueldo en veintitrés centavos. |
| 3 de octubre de 1952      | Luego de varios cuestionamientos indiscretos por parte de algunos diplomáticos latinoamericanos acerca de la inminente operación encubierta, el asistente del secretario de Estado Mann envió un telegrama al secretario de Estado Achesn para informarle de estos cuestionamientos y del descubrimiento de que el plan contemplaba suministrarle armas a Castillo Armas, y no sólo la ayuda financiera originalmente autorizada por el estado. |
| 8 de octubre de 1952      | Acheson y Bruce convocaron a Wisner y a King y les ordenaron detener la operación PBFORTUNE. |
| diciembre de 1952         | El general Dwight Eisenhower y los republicanos ganaron las elecciones presidenciales en los Estados Unidos con la promesa de repeler la amenaza comunista. |
| 11 de diciembre de 1952   | El partido comunista de Guatemala inauguró el segundo congreso del partido, al que asistieron importantes miembros del gobierno de Árbenz. |
| 12 de diciembre de 1952   | Trabajadores de la plantación bananera en Tiquisate de la United Fruit Company solicitaron que se decomisaran veintidós mil trescientas hectáreas de tierras ociosas a la frutera. |
| 19 de diciembre de 1952   | Se legalizó el partido comunista de Guatemala, el Partido Guatemalteco del Trabajo. |
| 5 de febrero de 1953      | El Congreso de Guatemala desconoció a la Corte Suprema de Justicia por ignorancia de la ley e incompetencia manifiesta para administrar justicia luego de que la Corte emitió un recurso de amparo en contra de la confiscación de tierras ociosas. |
| 25 de febrero de 1953     | El gobierno de Guatemala confiscó noventa y seis mil hectáreas de tierras ociosas a la United Fruit Company, como parte de la Reforma Agraria. |
| 18 de marzo de 1953       | NSC 144/1, Objetivos y Cursos de los Estados Unidos con respecto a América Latina, advierte de un cambio en el área hacia los regímenes nacionalistas y radicales. |
| 29 de marzo de 1953       | Alzamiento de Salamá; con este intento de sublevación comenzó la campaña para suprimir a los anticomunistas en Guatemala. |
| 19 de agosto de 1953      | La Oficina de Asuntos Interamericanos de los Estados Unidos hizo un boceto de un documento en el que se oponía a una política de intervencionismo solapado en Guatemala. |
| 11 de septiembre de 1953  | El coronel J.C. King recibió el plan general de acción de PBSUCCESS. |
| octubre de 1953           | John Puerifoy, experto en anticomunismo del Departamento de Estado estadounidense, llegó a la Ciudad de Guatemala como embajador de los Estados Unidos. |
| 9 de noviembre de 1953    | José Manuel Fortuny viajó a Praga para negociar la compra de armas a Checoslovaquia. |
| 16 de noviembre de 1953   | Frank Wisner aprobó el plan y recomendó al director de la CIA que lo aceptara. |
| 25 de noviembre de 1953   | Una reunión de alto nivel se realizó en la CIA para discutir mantener a Cabot ajeno a PBSUCCESS. |
| 9 de diciembre de 1953    | El director general de la Central de Inteligencia Americana Allen Dulles aprobó el plan general para PBSUCCESS y le asignó tres millones de dólares. |
| 23 de diciembre de 1953   | La estación LINCOLN de la CIA —cuartel general de la operación PBSUCCESS en la Florida— inició sus operaciones. |
| 1 de enero de 1954        | En Rip Robertson comienza el entrenamiento de las Tropas del Ejército de Liberación . |
| 18 de enero de 1954       | Alfonso Martínez, director del Departamento Agrícola huyó a Suiza y luego se dirigió a Praga para concluir la negociación de armamento. |
| 25 de enero de 1954       | El gobierno guatemalteco ordenó arrestos masivos de sospechosos de subversión. |
| 29 de enero de 1954       | La prensa guatemalteca acusó al gobierno de los Estados Unidos de estar planeando una invasión al país; reveló detalles sustanciales de la Operación PBSUCCESS. |
| 2 de febrero de 1954      | Sydney Gruson, corresponsal del periódico The New York Times fue expulsado de Guatemala por el canciller guatemalteco Guillermo Toriello. Wisner y King se reunieron para decidir si era prudente abortar la operación PBSUCCESS]] debido a las filtraciones a la prensa. |
| 19 de febrero de 1954     | Comenzó la operación WASHTUB, que era un plan para implantar un depósito de armas soviéticas falso en Nicaragua para demostrar que Guatemala tenía nexos con Moscú. La operación tuvo muy poca credibilitad. |
| 24 de febrero de 1954     | El gobierno de Guatemala confiscó setenta mil hectáreas de tierras ociosas a la United Fruit Company, como parte de la Reforma Agraria. |
| 1.º de marzo de 1954      | Empezó la conferencia de Caracas de la Organización de los Estados Americanos. |
| 4 de marzo de 1954        | John Foster Dulles habló en la conferencia de Caracas. |
| 5 de marzo de 1954        | El ministro de relaciones exteriores de Guatemala, Guillermo Toriello, refutó los cargos hechos por los Estaods Unidos. |
| 13 de marzo de 1954       | La Organización de los Estados Americanos condenó el Comunismo en Guatemala por una votación de 17 a 1. |
| 21 de marzo de 1954       | El programa de entrenamiento paramilitar graduó a treinta y siete alumnos guatemaltecos en sabotaje. |
| 9 de abril de 1954        | El arzobispo guatemalteco Mariano Rossell y Arellano emitió una carta pastoral pidiendo por una cruzada nacional contra el Comunismo. |
| 10 de abril de 1954       | Wisner le informó al secretario de Estado asistente, Henry Holland, de PBSUCCESS. Holland, muy asustado, exige que se haga una revisión del proyecto al más alto nivel. |
| 17 de abril de 1954       | John Foster Dulles, secretario de Estado y accionista de la UFCO y su hermano Allen Dulles, director de la CIA dieron luz verde a la operación PBSUCCESS. |
| 1.º de mayo de 1954       | La radio Voz de la Liberación —operación SHERWOOD— principió sus transmisiones clandestinas. |
| 15 de mayo de 1954        | El SS Alfhem atracó en Puerto Barrios con un cargamento de armas provenientes de Checoslovaquia. |
| 20 de mayo de 1954        | Un comando de saboteadores atacó un tren con las armas que venían en el Alfhem; un saboteador y un soldado murieron. Hubo otros intentos de sabotaje el 21 y el 25 de mayo, pero todos fracasaron. La radio oficial de Guatemala se retira del aire para reemplazar su transmisor. No retomó las emisiones hasta mediados de junio. Nicaragua rompió relaciones diplomáticas con Guatemala. |
| 24 de mayo de 1954        | La marina de los Estados Unidos dio comienzo a la operación HARDROCK BAKER, para bloquear el espacio marítimo de Guatemala. |
| 29 de mayo de 1954        | Árbenz hizo una redada de subversivos, capturando a casi todos los miembros del aparato clandestino de Carlos Castillo Armas. |
| 31 de mayo de 1954        | Árbenz ofreció reunirse con Eisenhower para disminuir la tensión. |
| 4 de junio de 1954        | El coronel Rodolfo Mendoza de la fuerza aérea guatemalteca deserta hacia El Salvador en un avión privado. |
| 8 de junio de 1954        | Víctor Manuel Gutiérrez, secretario general de la Central General de Trabajadores de Guatemala —CGTG— tiene una reunión especial con los dirigentes de los sindicatos de trabajadores agrícolas y obreros y les insta a movilizarse para la autodefensa. |
| 15 de junio de 1954       | Se lanzó a los equipos de sabotaje. Las fuerzas invasores se desplazaron a zonas estratégicas. |
| 18 de junio de 1954       | A las 17:00 horas, Árbenz llevó a cabo un masivo mitin en la estación del ferrocarril, mientras aviones de la CIA surcaban el espacio aéreo. A las 20:20 horas, Castillo Armas cruzó la frontera. |
| 19 de junio de 1954       | A la 1:50 de la madrugada, los invasores dinamitaron el puente de Gualán. |
| 20 de junio de 1954       | Los rebeldes tomaron Esquipulas pero fueron derrotados en Gualán. |
| 21 de junio de 1954       | La mayor fuerza de los rebeldes sufrió una desastrosa derrota en Puerto Barrios. |
| 25 de junio de 1954       | Los rebeldes bombardearon el fuerte de Matamoros y capturaron Chiquimula. Aviones de la CIA atacaron trenes de transporte de tropas. |
| 27 de junio de 1954       | Árbenz renunció sorpresivamente. Castillo Armas atacó Zacapa pero fue derrotado y tuvo que regresar a Chiquimula. Aviones de la CIA bombardearon un carguero británico en el Puerto de San José. |
| 28 de junio de 1954       | Díaz, Sánchez y Monzón formaron una junta de gobierno a las 11:45. Se rehusaron a negociar con Castillo Armas. Los F-47 arrojaron dos bombas a las 15:30. |
| 29 de junio de 1954       | Monzón tomó el control de la junta y solicitó negociaciones con Castillo Armas. El Batallón de Zacapa negoció el cese al fuego con Castillo Armas. |
| 30 de junio de 1954       | Wisner envió el telegrama de cambio de dirección, solicitando a los oficiales que se retiraran de cuestiones políticas. |
| 1.º de julio de 1954      | Monzón y Castillo Armas se reunieron en Honduras para limar sus diferencias. |
| 2 de julio de 1954        | SHERWOOD dejó de transmitir y empezó a retirarse de Guatemala. |
| 4-17 de julio de 1954     | PBHISTORY Un equipo de recuperación de la CIA recopiló ciento cincuenta mil documentos relacionados con el comunismo en la Ciudad de Guatemala. |
| 12 de julio de 1954       | Se cerró la oficina LINCOLN de la CIA en Florida. |
| 1 de agosto de 1954       | Desfile de Día de la Unidad Nacional del Ejército. El Ejército de Carlos Castillo Armas de acantona en el Hospital Roosvelt |
| 2 de agosto de 1954       | Rebelión de los Cadetes de la Escuela Politécnica |
| 1.º de septiembre de 1954 | Carlos Castillo Armas asumió la presidencia de Guatemala. |
| 26 de julio de 1957       | Carlos Castillo Armas fue asesinado. |
| 1958                      | El historiador Ronald Schneider analizó los documentos comunistas guatemaltecos confiscados como parte de la operación PBHISTORY. Schneider concluyó que el gobierno de Guatemala estaba fuertemente influenciado por el comunismo pero no encontró evidencias de que hubiera influencia comunista en las filas del Ejército de Guatemala. |
| 1982                      | Los historiadores Schlesinger, Kinzer e Immerman obtuvieron cien páginas de documentos archivados relaciones con el golpe de Estado en Guatemala gracias al Acta de Libertad de Información de los Estados Unidos. Schlesinger y Kinzer concluyeron que el régimen de Árbenz era de tendencia nacionalista en vez de comunista y que la intervención norteamericana se debió a los problemas de la United Fruit Company y que fue un curso en imperialismo económico. Asimismo, Immerman concluyó que el régimen de Árbenz no era comunista sino que era nacionalista; pero Immerman indica que la intervención norteamericana ocurrió porque el gobierno del presidente Eisenhower creyó equivocadamente que el régimen de Árbenz era comunista. |
| 1991                      | Piero Gleijeses concluyó un estudio de la intervención de 1954 basado en entrevistas post facto con los principales participantes guatemaltecos de los eventos de 1944 a 1954. Concluyó que el gobierno de Árbenz estuvo fuertemente influenciado por el Comunismo y que la intervención norteamericana fue un acto de negligencia criminal sin provocación. El estudio se enfoca principalmente en la versión guatemalteca de la historia y presenta muy poco análisis del proceso de toma de decisiones de los Estados Unidos. |
| 1997                      | La CIA desclasificó una pequeña parte de su colección de sus documentos clasificados como parte de la campaña de apertura de información del presidente Clinton. Incluyó el estudio de Nicholas Cullather sobre el golpe de Estado en Guatemala. |
| mayo de 2003              | La CIA desclasificó doce mil ochocientos cincuenta documentos archivados, lo que da una muestra de la gran cantidad de inteligencia documentada que hubo para el golpe de Estado en Guatemala. |

## Humillación, exilio y ostracismo

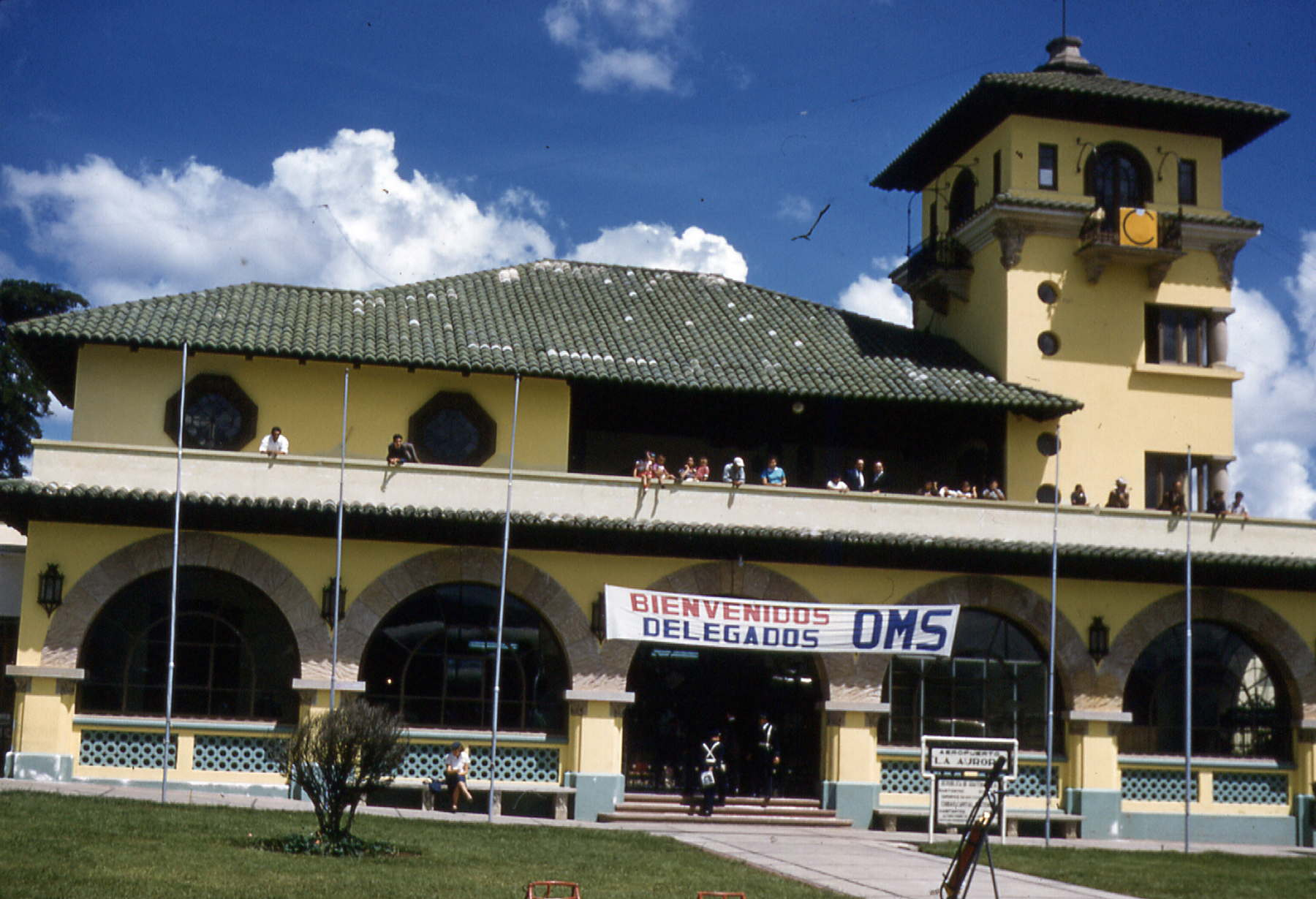
Terminal Aérea del Aeropuerto Internacional La Aurora en 1954. Por aquí salieron el coronel Árbenz y su familia rumbo al exilio en México; antes de salir, las autoridades liberacionistas lo humillaron, obligándolo a desvertirse frente a las cámaras de los reporteros para verificar que no llevaba un lote de joyas que había adquirido para su esposa en Nueva York.

Tras renunciar Árbenz, su familia se refugió en la Embajada de México, en donde permaneció durante 73 días; luego, cuando se le permitió la salida, fue humillado públicamente en el aeropuerto, ya que las autoridades liberacionistas le hicieron desnudar ante las cámaras de los periodistas aduciendo que llevaba joyas que había comprado para su esposa María Cristina Vilanova en la joyería Tiffany's de Nueva York utilizando fondos de la presidencia.
Luego de una corta permanencia en México, el expresidente y su familia salieron para Canadá, en donde recogieron a su hija mayor, Arabella, y luego continuaron hacia Europa, a donde llegaron a Países Bajos y luego en automóvil para Suiza. Árbenz completó los formularios que le solicitó el gobierno suizo, pero las autoridades suizas le pidieron la renuncia a la nacionalidad guatemalteca, para evitar que el derrocado presidente condujera desde Suiza sus actividades políticas organizando la resistencia. Árbenz no aceptó esa exigencia, pues a su juicio ese gesto habría marcado el fin de su carrera política. Tampoco pudo beneficiarse del asilo político porque Suiza todavía no había ratificado el convenio de 1951 del recién creado Alto Comisionado de la ONU para los refugiados, (ACNUR), convenio que además fue diseñado para proteger a las personas que escapaban de los regímenes comunistas de Europa del Este.
Tal vez el destino del depuesto presidente habría sido otro si su patria de origen lo hubiera recibido en su exilio. También habría sido el primer personaje latinoamericano importante en recibir asilo político en Suiza, pero una fuerte campaña de desprestigio desplegada por la CIA desencadenó una gran cantidad de ataques y difamaciones que minaron no sólo el prestigio, sino también la salud del presidente.
Un ejemplo de la campaña de desprestigio se dio cuando María Vilanova tuvo que regresar a El Salvador para obtener el certificado de nacimiento de su hijo y vender algunas propiedades y así sobrevivir en el exilio: la prensa, siguiendo el plan trazado por la CIA publicó que Vilanova mostraba mayor interés en cuidar sus negocios en El Salvador que de su relación con Árbenz. Otro ejemplo es el del renombrado periodista guatemalteco Clemente Marroquín Rojas, director y propietario del periódico La Hora, quien apoyaba los ideales de la Revolución de Octubre, pero que detestaba el comunismo; él hizo publicaciones minimizando el papel que tuvo Árbenz en los eventos de la Revolución de Octubre y disminuyendo su papel histórico.

### En busca de refugio
Árbenz iniciaría entonces un largo peregrinaje en el exilio que lo conduciría primeramente a París, donde esperó que el gobierno de la entonces Checoslovaquia le otorgara el asilo político. Enseguida viajó a la Unión Soviética donde consiguió educación para sus hijos; de Moscú se fue a China, de donde regresó a la URSS, pero luego solicitó asilo en Uruguay, viviendo en Montevideo desde 1957 a 1960, año en que Fidel Castro le invitó a residir en Cuba para organizar la resistencia. Uruguay había vivido con intensidad y optimismo todo el proceso revolucionario guatemalteco, y asistió con impotencia al final del gobierno de Árbenz. Por ello y por tratarse de un país hospitalario en la materia, supo recibir y albergar por un tiempo a los dos expresidentes de la denominada «primavera democrática». Arévalo arribó a Montevideo en varias ocasiones antes, durante y después de la renuncia de Árbenz, estableciéndose de manera estable entre 1958 y principios del siguiente año, cuando aceptó una cátedra universitaria en Venezuela. Gozó de cierta libertad y pudo expresarse a través de artículos periodísticos que el semanario Marcha recibió gustoso. Por su parte, Árbenz y su familia, que llegaron a mediados de 1957, tuvieron una experiencia muy diferente: su amistad con los comunistas, especialmente con José Manuel Fortuny, y su pasaje obligado por Checoslovaquia, la URSS y China en el marco de un exilio doloroso, despertaban importantes sospechas. La CIA programó y efectivamente puso en práctica una intensa serie de «operaciones en contra» a través de la prensa periódica, el cine y los ámbitos de la diplomacia. Cuando esta campaña de desprestigio fracasó, comenzó un desgaste a través de un riguroso control policial del asilado, su familia y amistades, a pesar de que Árbenz era grato para las principales figuras políticas del oficialista Partido Colorado. Cuando entró al poder el Partido Nacional en las elecciones nacionales celebradas a fines del 58, la situación empeoró para Árbenz, que finalmente se marchó a Cuba.

### Muerte de Arabella Árbenz
Arabella Árbenz, para entonces una mujer de 24 años, decidió no acompañar a su padre a vivir su exilio en Cuba tras la invitación de Fidel Castro y prefirió quedarse en París estudiando actuación y trabajando como modelo. Su vida en el exilio fue difícil y amarga: vio cómo su padre caía en el alcoholismo, cómo su madre engañaba a su padre durante los sopores alcohólicos de este, e incluso padeció que un supuesto amigo de Árbenz quisiera abusar de ella; por los sufrimientos padecidos en el exilio, empezó a experimentar con el LSD y la marihuana y con relaciones intensas con hombres y mujeres. Al llegar a México procedente de París, vivió un tórrido romance con el periodista guatemalteco Jorge Palmieri y luego otro con el futuro propietario de Televisa, Emilio Azcárraga Milmo, quien la ayudó con su carrera artística. Al mismo tiempo, sostuvo una relación con la cantante Chavela Vargas.
Poco tiempo después el abuso del LSD empezó a afectar su comportamiento y Azcárraga se desentendió de ella, logrando que la expulsaran de México en octubre de 1965. Arabella entonces conoció al torero mexicano Jaime Bravo Arciga, quien en esa época se encontraba en el mejor de sus momentos como figura e iba a realizar una gira por América del Sur; a sus 33 años de edad, había triunfado en Europa y logrado un gran cartel en México. Estando en Bogotá, el 5 de octubre de 1965, Arabella trató de convencer a Bravo Arciga para que no siguiera toreando, pues temía por su vida; en un lujoso club para caballeros de la capital colombiana, en donde Bravo Arciga se estaba embriagando luego de una mala faena en que fue corneado, Arabella sacó un revólver y se suicidó en un oscuro rincón del local, tras haber intentado comunicarse con el torero toda la noche. La muerte de Arabella fue un golpe fortísimo para el torero y para Árbenz: ambos morirían en cuestión de cinco años.
Bravo Arciga se comunicó con Jorge Palmieri vía telefónica a México, y le pidió que se encargara de los funerales. Palmieri consiguió que se permitiera enterrar a Arabella en el lugar que la ANDA tenía en el Panteón Jardín sobre la base de que había trabajado en una película experimental («Un alma pura», junto al actor Enrique Rocha, y escrita por Carlos Fuentes) y que se autorizara que Árbenz, su esposa y sus hijos Leonora y Jacobo pudiesen entrar a México para estar presentes en el entierro.

### Estancia en Cuba
En Cuba, Árbenz no acomodó en los nuevos planes de la lucha de guerrillas y tuvo que soportar las humillaciones de Fidel Castro, que en cada discurso repetía que Cuba no era Guatemala, y que él no abandonaría a su pueblo sin luchar como hizo Árbenz; sin respaldo político, decidió abandonar la isla antillana a fines de 1960. Esta vez su demanda de residir en Suiza fue aceptada, pues el activo político ya había dejado de ser un peligro marxista. Árbenz se marchó de Cuba para Suiza, estableciéndose en Lucerna, donde vivió solo y alcoholizado durante cuatro años, pues María Cristina Vilanova ya lo había abandonado llevándose a sus hijos.

## Muerte

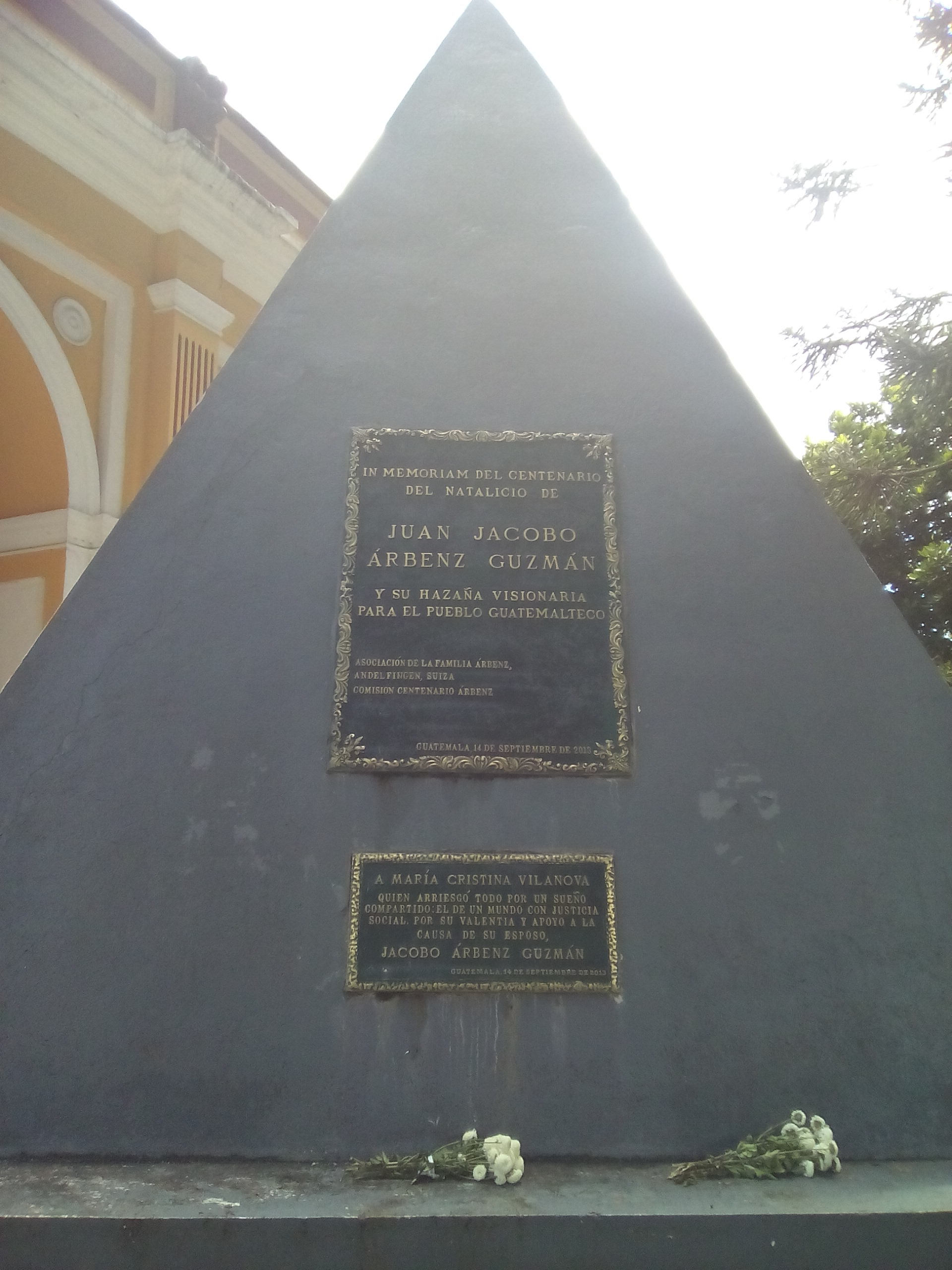
Tumba de Jacobo Árbenz y María Vilanova en el Cementerio General de la Ciudad de Guatemala (2015).

Durante el funeral de Arabella en México los amigos que no habían visto a Árbenz desde hacía diez años advirtieron que este había envejecido considerablemente; estaba muy delgado y fumaba constantemente. También se miraba demacrado y enfermo y parecía un anciano cansado. Unos meses después, el expresidente guatemalteco dejó Cuba y se fue a París y luego a Lausanne; todavía pertenecía al Partido Guatemalteco del Trabajo, pero su salud estaba muy quebrantada y su estado mental era de una fuerte depresión, sentimientos de fracaso y remordimientos por la muerte de Arabella. En 1970 se le permitió regresar a México, pero con una visa que tenía que renovar en el extranjero cada seis meses; a pesar de ese requisito Árbenz dijo que siempre había querido pasar los últimos momentos de su vida cerca de Guatemala.
En México reanudó sus contactos políticos y entró en comunicación con las Fuerzas Armadas Rebeldes, con quienes mantuvo una relación cordial, pero distante, y a quienes ofreció unirse en algún momento en el futuro. Pero ese objetivo no se realizó, pues Árbenz murió en tierras mexicanas el 27 de enero de 1971 de un paro cardiaco producto de un extraño accidente en que su radio cayó dentro de la tina en que se estaba bañando. El día de su muerte lo pasó en la más completa soledad, pues su esposa estaba de viaje en El Salvador atendiendo unos negocios familiares; solo se supo que su última conversación fue con José Manuel Fortuny, su amigo fiel en los éxitos y en los fracasos.

### Repatriación de sus restos
Sus restos originalmente fueron enterrados en el Cementerio de Los Ilustres, en San Salvador. En la inhumación estuvieron presentes sus familiares y el coronel Carlos Enrique Díaz. Finalmente fue exhumado del panteón de la familia Vilanova. El gobierno del presidente salvadoreño Armando Calderón Sol ofreció su colaboración para repatriar los restos de Árbenz. En el traslado del cuerpo hacia el aeropuerto militar de Ilopango los cadetes salvadoreños escoltaron el féretro, se interpretó honores y luego lo ingresaron a un avión de la Fuerza Aérea Guatemalteca. El 19 de octubre de 1995, a las 13 horas, llegó el avión que trasladaba los restos a la Fuerza Aérea Guatemalteca, donde fue recibido con La Granadera y por su viuda, María Cristina Vilanova, y cargado por los cadetes. Luego, el féretro fue trasladado al Salón Mayor del Museo de la Universidad de San Carlos y Palacio Nacional, donde fue velado y los restos fueron recibidos por las autoridades del país y por su viuda, así como por una masiva afluencia de personas, entre ellas estudiantes universitarios que le gritaban a la escolta militar del expresidente: «¡Éste sí era soldado!» Por su parte, los dirigentes del MLN que todavía vivían quisieron hacer propaganda anticomunista en los periódicos, pero no pudieron prevenir el retorno de los despojos de Árbenz. El expresidente Árbenz está sepultado en un monumento junto a la entrada del Cementerio General de la Ciudad de Guatemala. En enero de 2009, murió María Cristina Vilanova en Costa Rica. Su último deseo fue reposar junto a Árbenz en Guatemala, por lo que fue cremada y depositada junto a Árbenz en el Cementerio de la Ciudad de Guatemala, donde permanecen enterrados.

## Árbenz en la literatura y el cine

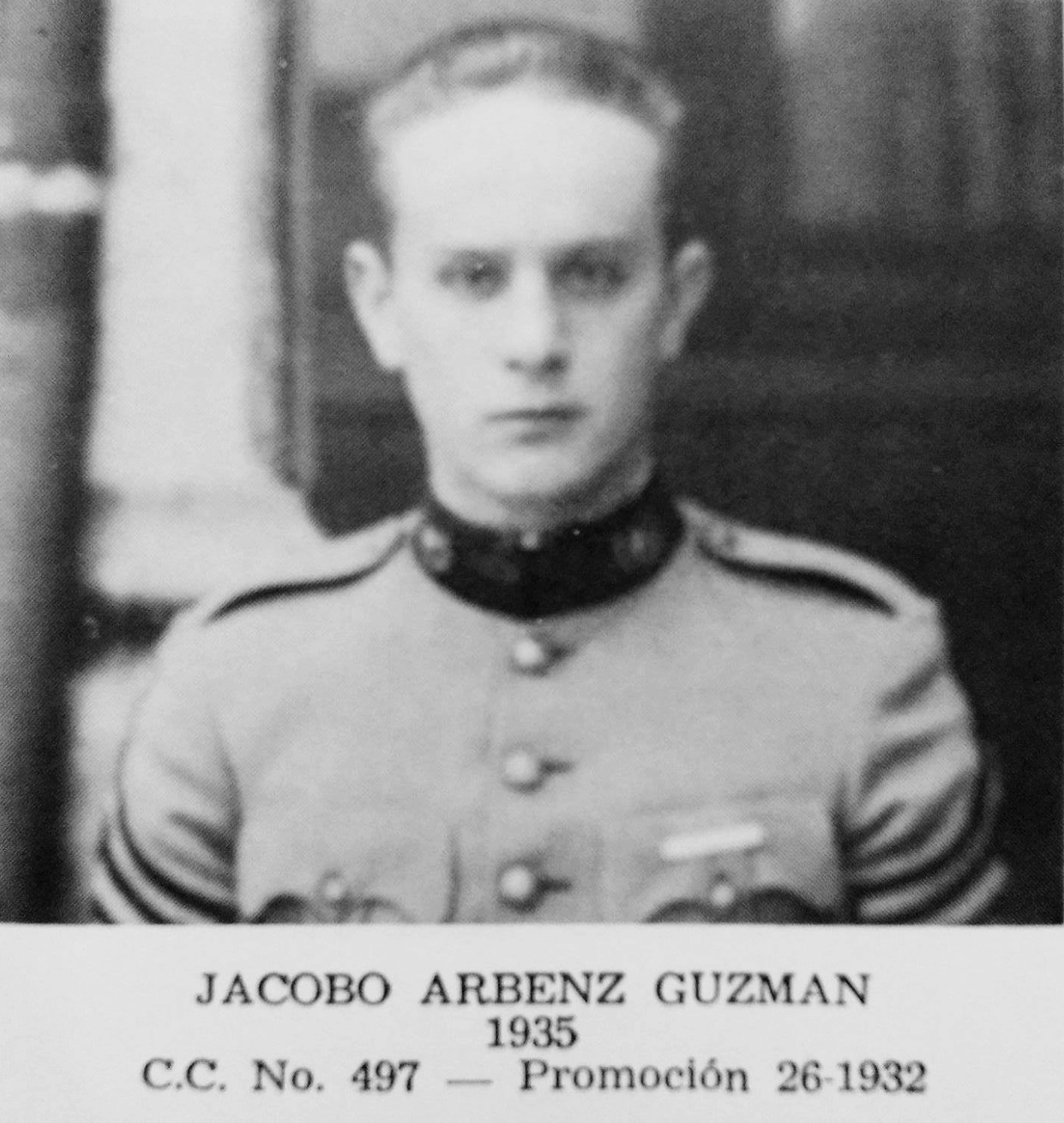
Caballero Cadete Jacobo Árbenz Guzmán. Fotografía del Ejército de Guatemala.

- En 1953, los estudiantes de la Universidad de San Carlos de Guatemala, como parte de las actividades de la Huelga de Dolores de ese año montaron la obra El morfino recluso: fantasía en tres actos, criticando duramente al gobierno arbencista.[131]
- Las obras teatrales El Papa Natas y La mugre (de la Revolución) (1953) del dramaturgo guatemalteco Manuel Galich cuentan la historia de una familia terrateniente guatemalteca que se ve afectada por la revolución de 1944, por los gobiernos de Arévalo y Árbenz y por la liberación de 1954.
- La novela Week-End en Guatemala (1956) de Miguel Ángel Asturias describe los días de la caída de Árbenz.
- Carlos Manuel Pellecer (ministro de Educación de Árbenz y agente de la CIA), en su libro Renuncia al comunismo (1963),[132] dio a conocer las razones que tuvo para alejarse del Partido Guatemalteco del Trabajo —al que perteneció durante catorce años— y rechazar por completo las prácticas e ideología comunistas. En su libro indicó que siempre respetó a Árbenz y lo trató como amigo personal.[u]

Carlos Manuel Pellecer escribió varios libros sobre sus experiencias con Arbenz: en Memoria en dos geografías (1964) Carlos M. Pellecer recuerda al expresidente como el mejor capitán instructor que tuvo en la Escuela Politécnica. Asimismo, en Caballeros sin esperanza, Pellecer incluye un artículo sobre «El soldado del pueblo», criticando a los partidos comunistas de Cuba, Argentina, Checoslovaquia, Hungría y de la Unión Soviética, por haberlo tenido como un apestado tras su derrocamiento, mientras que cuando fue presidente habían ofrecido apoyar la revolución guatemalteca. En Dos Yanquis más contra Guatemala replica a los estudiantes estadounidenses Stephen Schlesinger y Stephen Kinzer, que lo acusaron de haber colaborado con la CIA en su libro Bitter Fruit; finalmente, en su libro autobiográfico Árbenz y yo  hace el recuerdo detallado de sus nexos y amistad con Jacobo Árbenz e implica que la dimisión imprevista de este en las horas críticas de junio de 1954 se habría debido en gran parte a que le revelaron que su esposa —el único amor de su vida e inalterable apoyo psicológico— tenía un amante. Pellecer indica que así se lo habría contado el propio expresidente cuando ambos estuvieron en el exilio en Praga, Checoslovaquia —y desde donde posteriormente se supo que Pellecer enviaba detallados informes del estado de Árbenz a la CIA.
- La película Cuando las montañas tiemblan (1982) presenta como fue la caída del gobierno del presidente Árbenz desde el punto de visto de la guerrilla guatemalteca.[140]
- La película suiza Los diablos no sueñan (Andreas Hoessli, Zúrich, 1995) trata de buscar la realidad de su gobierno. La primera entrevistada es María Vilanova, y también Carlos Manuel Pellecer y José Manuel Fortuny.[141]
- Un testimonio de los días de la renuncia de Árbenz y de su asilo en la Embajada de México quedó registrado en la novela Hombres con alas de cera (2003), de Óscar René Cruz Oliva.
- El libro histórico Guatemala, la historia silenciada. (1944-1989) Tomo I: Revolución y liberación. (2007), de Carlos Sabino,[142] presenta un estudio de los hechos ocurridos en Guatemala durante los gobiernos de Árbenz y de Carlos Castillo Armas desde la perspectiva neoliberal.
- La película guatemalteca El Silencio de Neto (2011) cuenta una historia que se desarrolla durante los últimos días del gobierno de Árbenz.[143]
- Jacobo Árbenz es uno de los protagonistas de la novela Tiempos recios (Alfaguara, 2019), del premio Nobel peruano-español Mario Vargas Llosa.

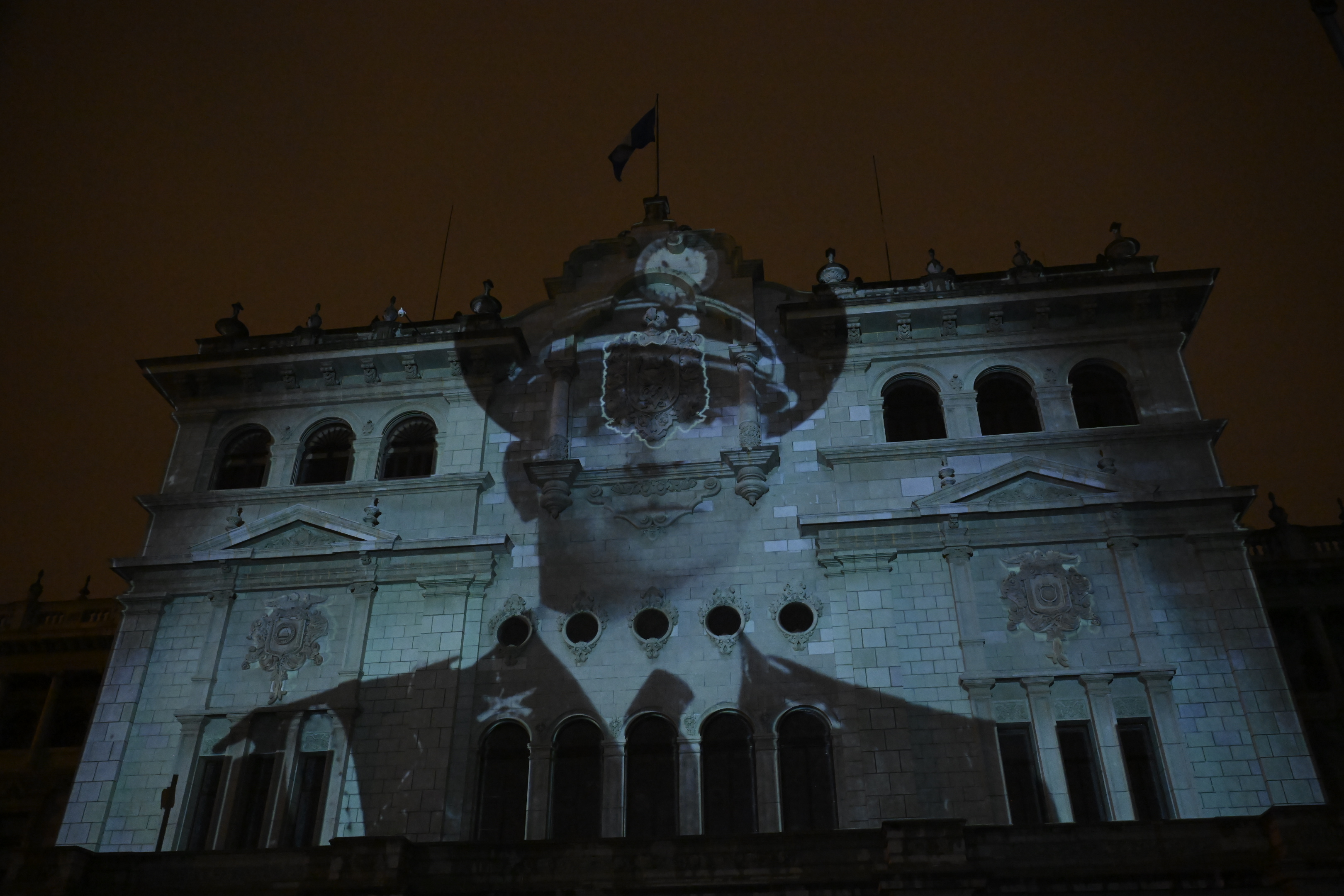
Imagen de Árbenz proyectada sobre el Palacio Nacional durante los actos oficiales conmemorativos de la Revolución, 2024

## Información adicional
- La Universidad de San Carlos de Guatemala le otorgó póstumamente un «doctorado honoris causa».[144]
- Jacobo Árbenz Vilanova, tras vivir fuera de Guatemala por casi cincuenta años, regresó al país y trató de incursionar en la política en 2003; iba a ser proclamado como aspirante a la primera magistratura por la Democracia Cristiana Guatemalteca (DCG), pero esto no se concretó.[cita requerida]
- Durante el bicentenario de la independencia de Argentina, la Casa Rosada inauguró la Galería de los Patriotas Latinoamericanos del Bicentenario. Solamente Árbenz y Juan José Arévalo Bermejo fueron incluidos en la lista de los patriotas guatemaltecos.[cita requerida]